# Корабельная артиллерия

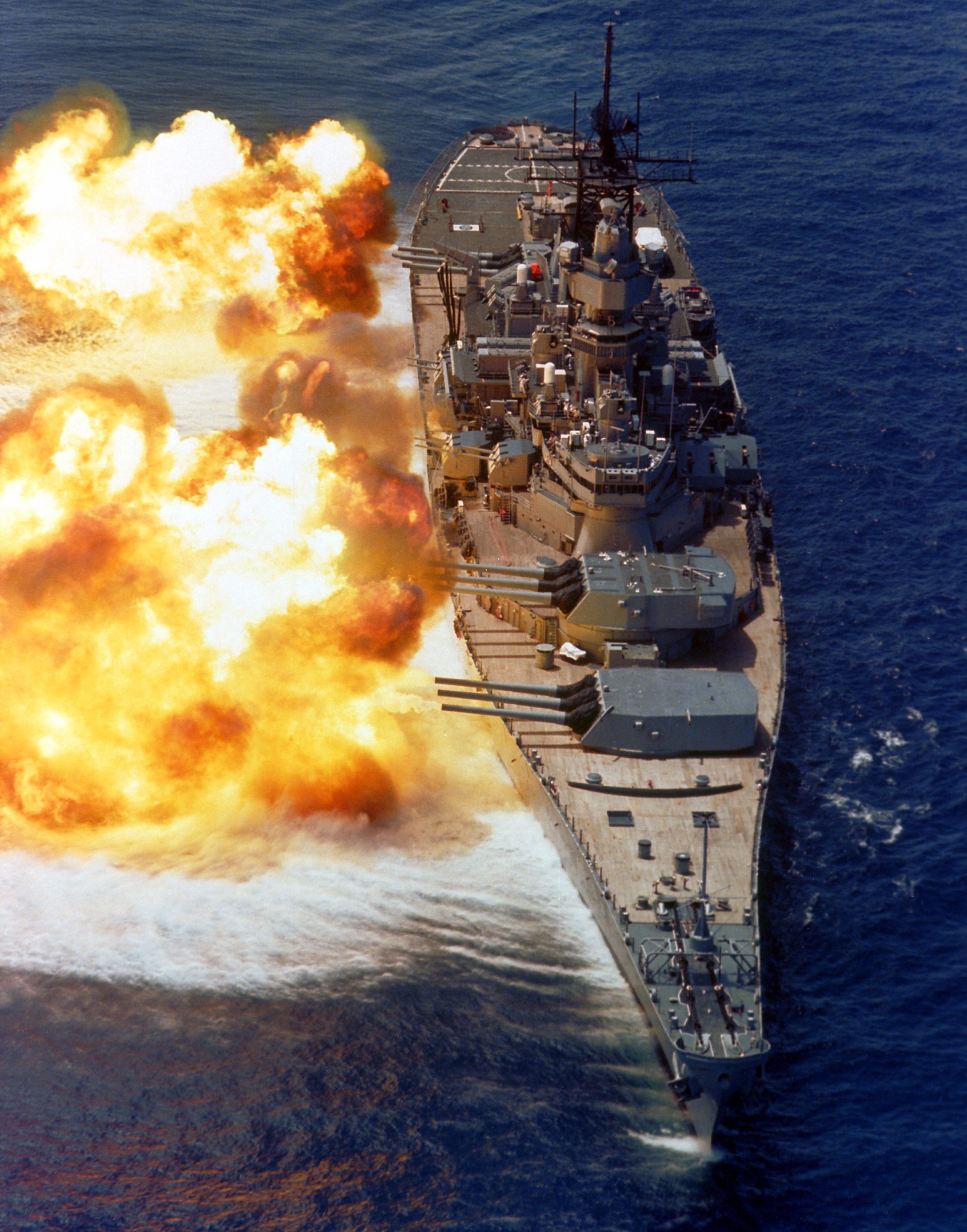
Полный орудийный залп линкора «Айова» из девяти 406-мм (16"/50 Mark 7) и шести 127-мм (5"/38 Mark 12) орудий во время учений после модернизации и вступления в строй 15 августа 1984 года в районе Пуэрто-Рико

Корабе́льная артилле́рия — совокупность артиллерийского вооружения, установленного на боевых кораблях и предназначенного для применения по береговым (наземным), морским (надводным) и воздушным целям. Наряду с береговой артиллерией составляет морскую артиллерию. В современном понятии корабельная артиллерия представляет собой комплекс артиллерийских установок, систем управления огнём и артиллерийского боезапаса.

## История развития

### Гладкоствольная корабельная артиллерия (XIV—XIX века)

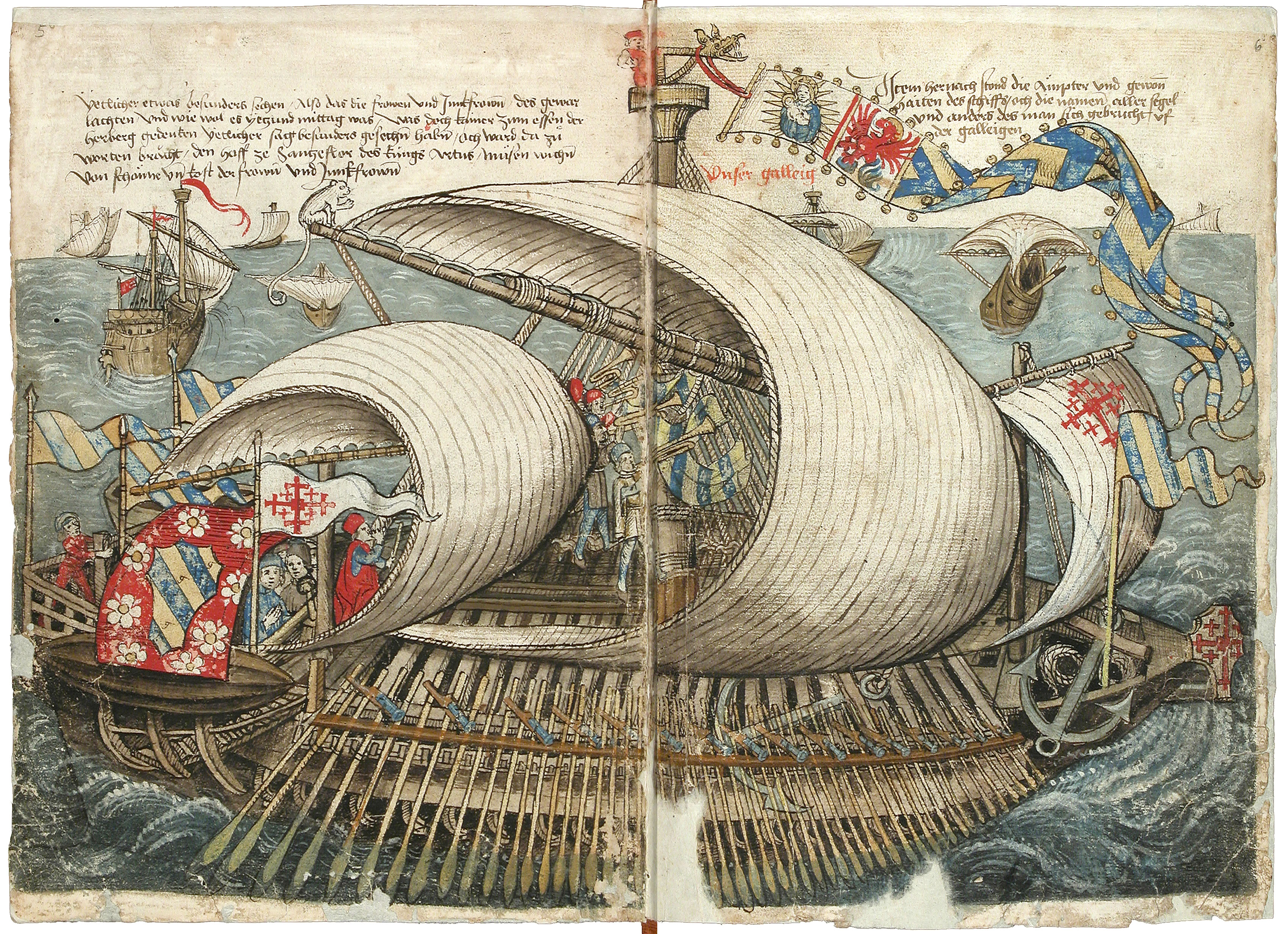
Венецианская галера, вооружённая мелкими орудиями. Рисунок Конрада Грюненберга из описания путешествия в Иерусалим (1487)

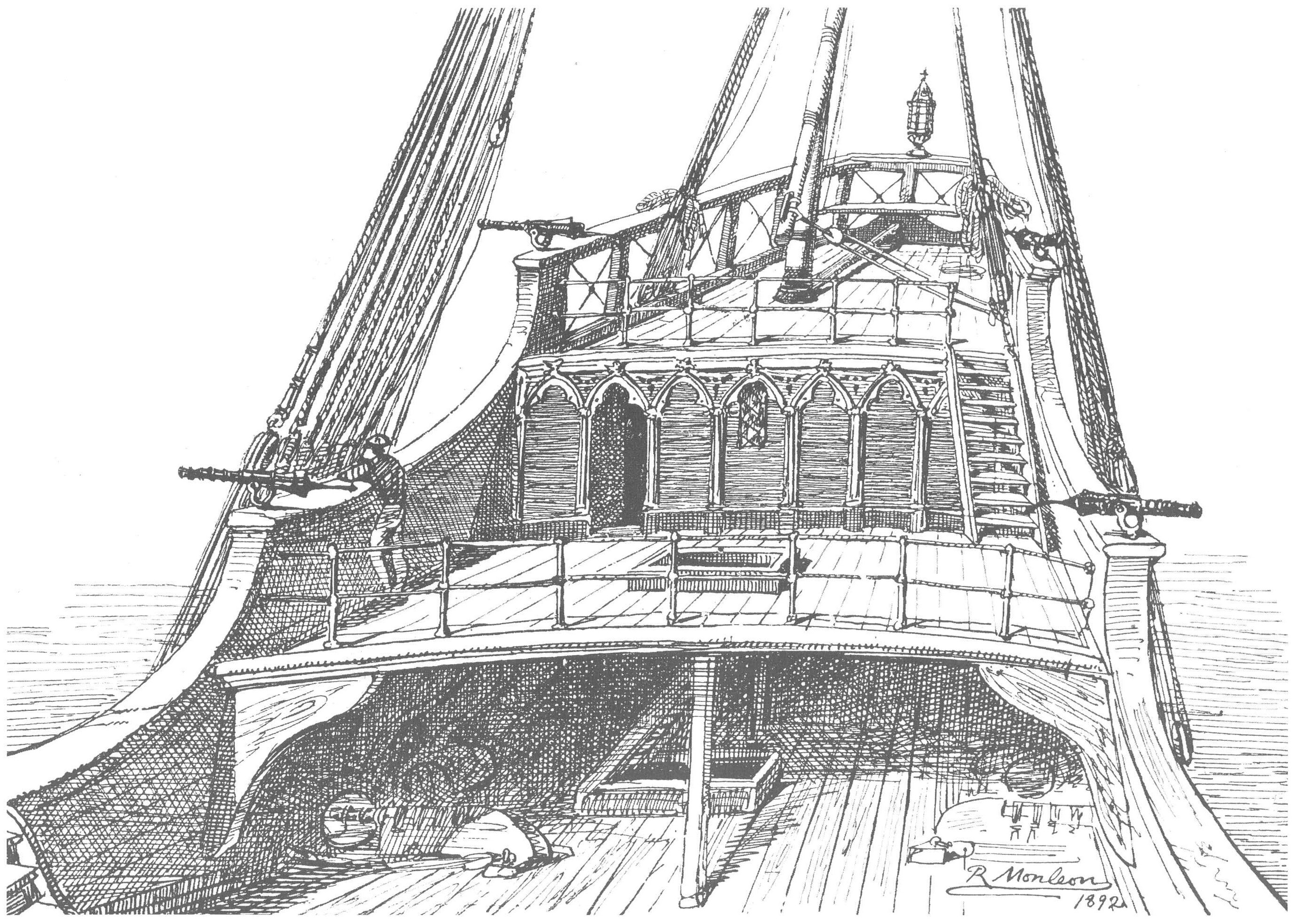
Реконструкция Санта-Марии Христофора Колумба 1892 года.
Показано характерное расположение вертлюжных пушек на судне конца XV века.

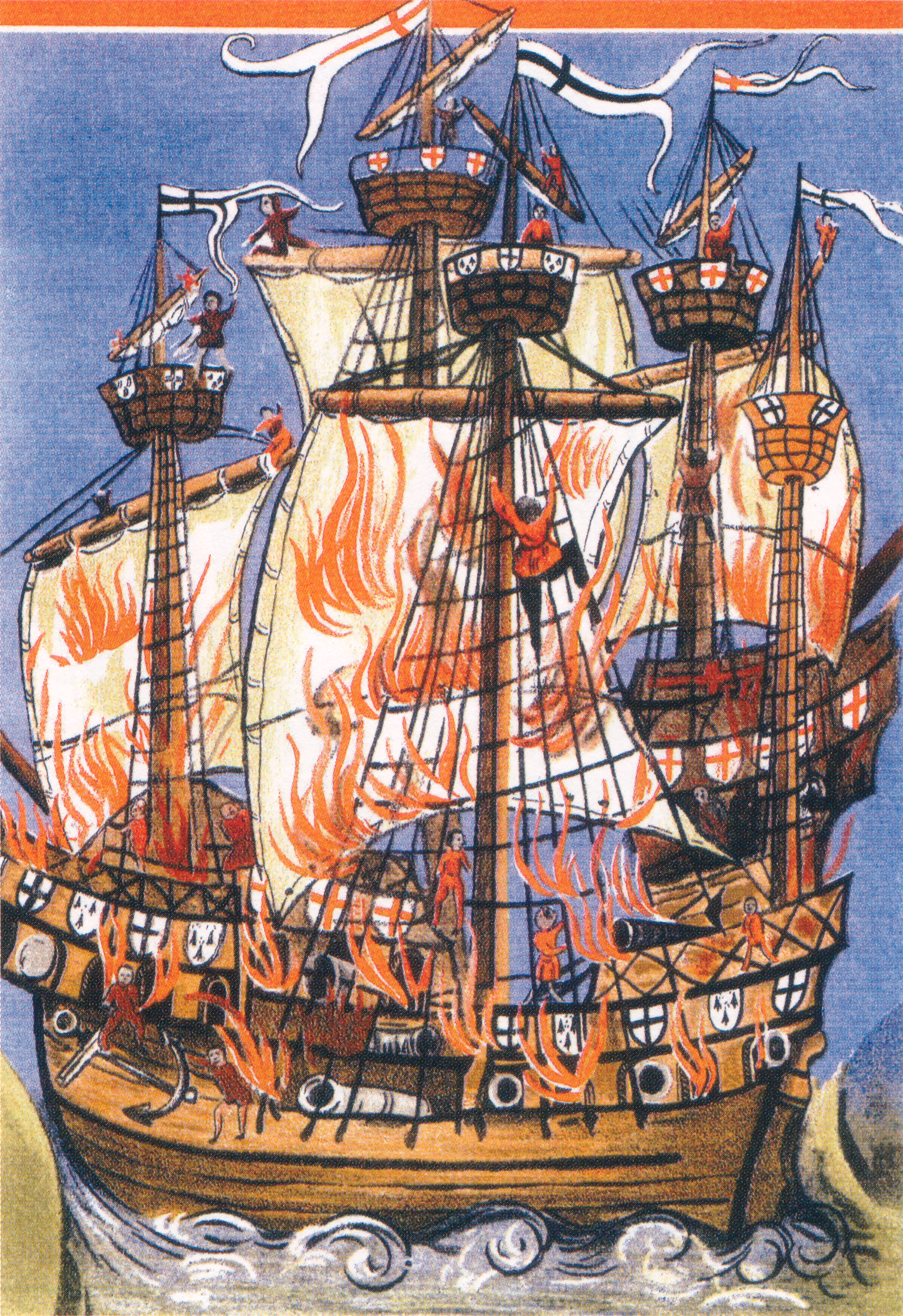
Боевая каракка герцогини Анны Бретонской «Мари ла Кордельер» (1512), вооружённая бомбардами. Илл. из поэмы Жермена де Бри «Сожжение судна „Кордельера“»

На море огнестрельное оружие впервые применили в 1200 году арагонцы против флота Анжу. Это были т. н. «громовые трубки» (итал. cannuncole). Под 1281 годом в «Хрониках Форли» (итал. Cronache forlivesi) уже говорится о «ручных пушках» scoppi (ср. совр. итал. lo scoppio — «взрыв»), упоминание которых вызывает, однако, сомнения у ряда исследователей, а в 1304 году появляется сообщение о однофунтовых орудиях (итал. springarda), применявшихся на судах генуэзского адмирала Раниеро Гримальди, который находился на службе у французского короля.

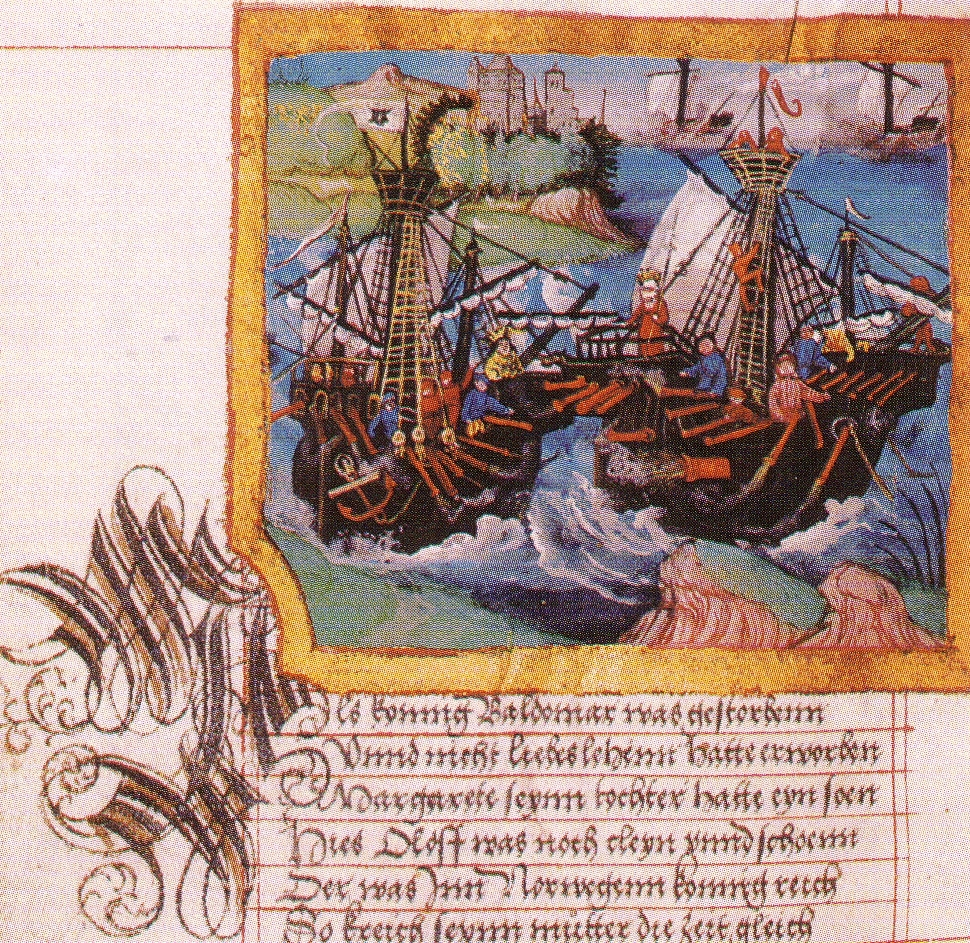
Морское сражение между Альбрехтом Мекленбургским и Маргаритой Датской. Миниатюра из «Хроники правителей Мекленбургских» Николауса Маршалка. 1521 г.

Появление первых стационарных дульнозарядных орудий на кораблях относится в 1336-1338 годам.. Одно из первых упоминаний говорит о некоей пушке, стрелявшей миниатюрными ядрами или арбалетными стрелами, которая была установлена на английском королевском судне «Когг Всех Святых».
Первое применение корабельной артиллерии зафиксировано в 1340 году во время морского сражения при Слёйсе, которое, впрочем, было безрезультативным.

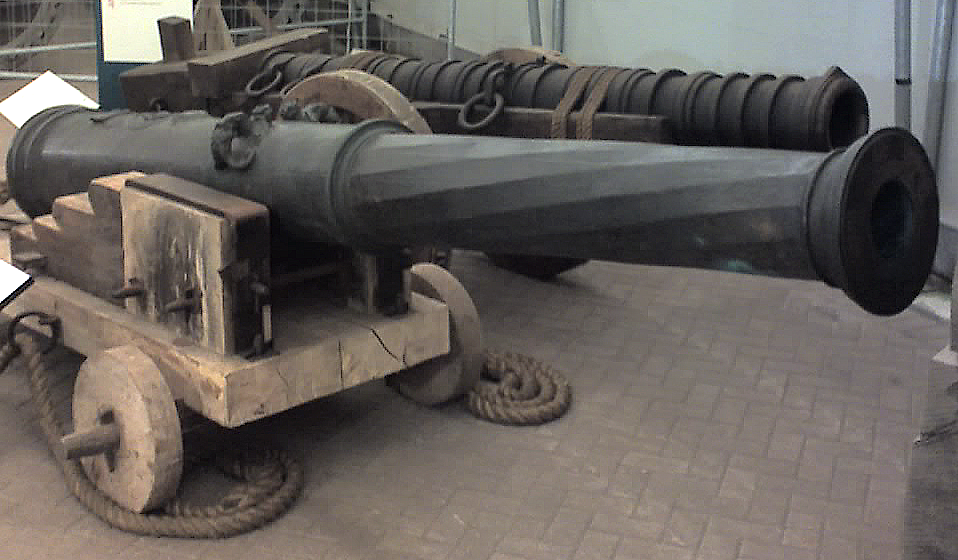
Бронзовые корабельные кулеврины XVI века.

Но не только в XIV столетии, но и на протяжении XV века артиллерия на флоте представляла собой сравнительно редкое и малоиспытанное оружие. Так, на крупнейшем судне того времени, английской каракке «Грейс Дью», построенной по указу Генриха V. было установлено всего 3 крупных пушки.
На флоте мелкокалиберные вертлюжные пушки получили широкое распространение с момента рождения морской артиллерии и стояли на вооружении кораблей вплоть до XIX века, когда гладкоствольная артиллерия была вытеснена нарезной. В эпоху географических открытий вертлюжные пушки использовались в качестве десантных орудий — их брали с собой при высадке на берег, при необходимости их можно было закрепить на борту шлюпки или взять в поход — их залп оказывал огромное психологическое воздействие на туземцев.
Предположительно в 1500 году на каракке «Ле Шарант» (фр. "La Charente") французский судостроитель Дешарж впервые применил пушечные порты.
Вслед за этим событием, в первой четверти XVI века в Англии появляются большие каракки — «Питер Помигрэнит» (1510), «Мэри Роуз» (1511), «Генри Грейс э'Дью» (фр. Henry Grace à Dieu — «Милость Божья Генриха», 1514). Последний был крупнейшим из них и нёс 43 пушки и 141 небольшое поворотное орудие класса ручных кулеврин.

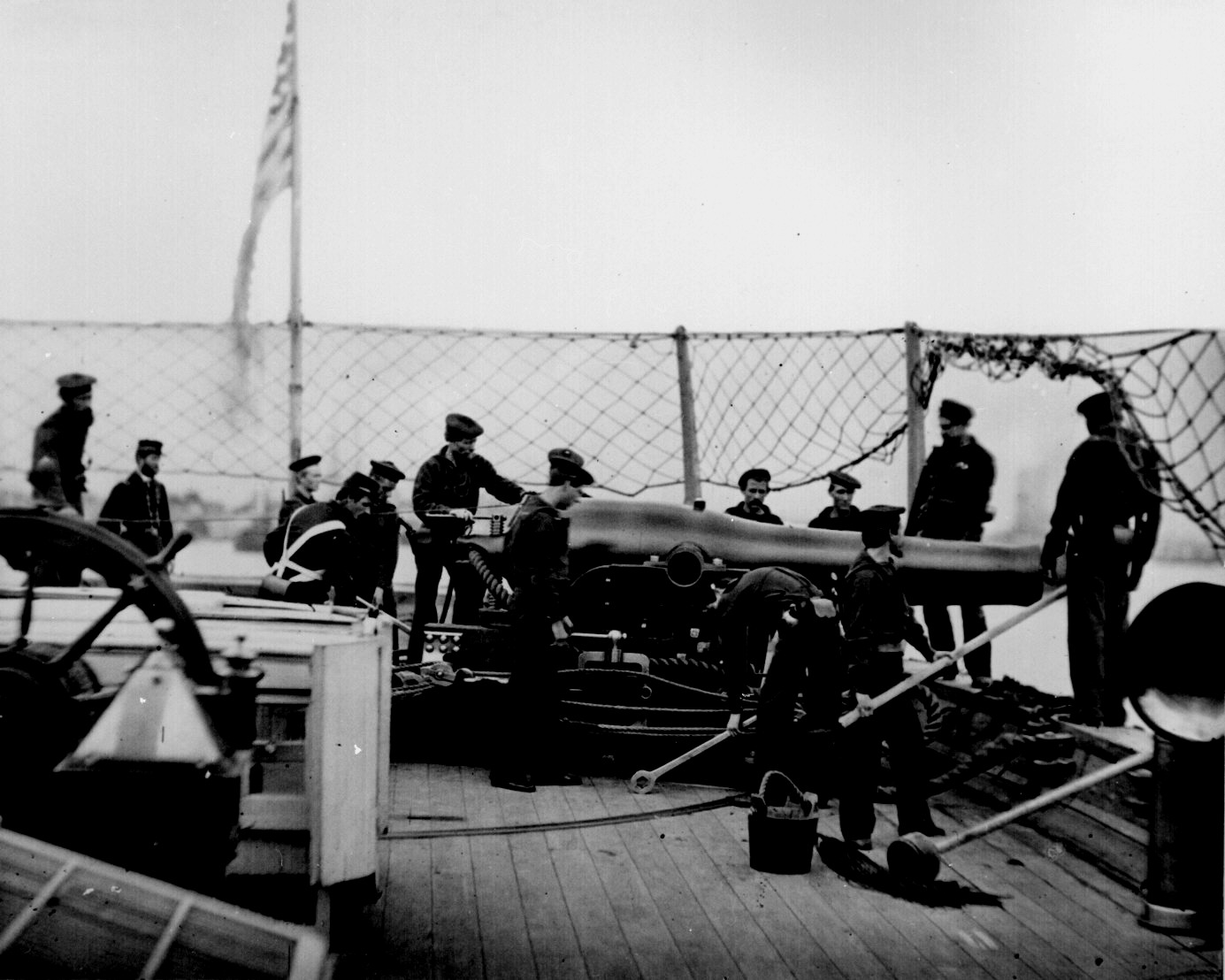
9-дюймовая пушка Дальгрена на борту американской канонерской лодки времен гражданской войны (предположительно «Майями»), 1864 год

До конца XVI века на кораблях ещё применялись катапульты и баллисты. Первым корабельным артиллерийским орудием стала бомбарда. С середины XV века в артиллерии начинают применять чугунные ядра, а также стали использовать раскаленные ядра для поджога кораблей противника.

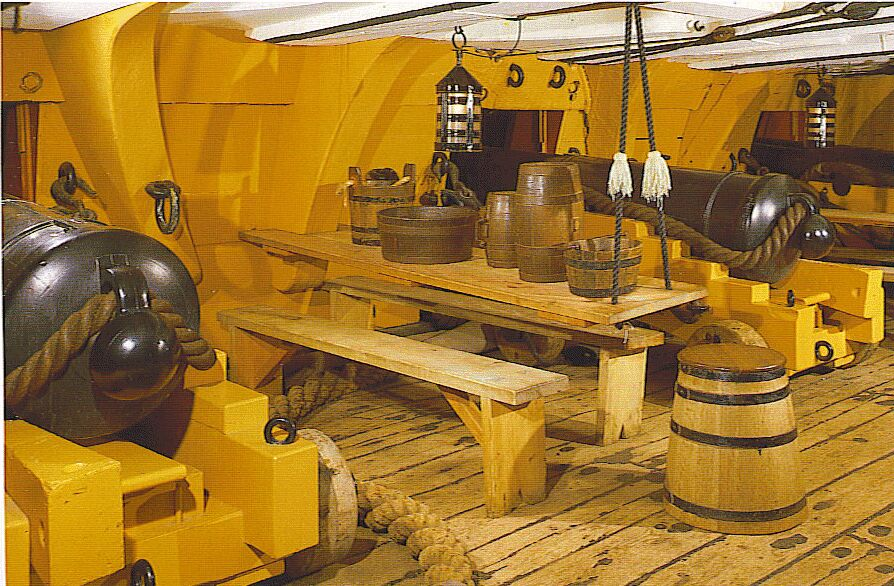
Фрагмент нижней батареи линейного корабля «Виктория» (1765)

С приходом на флот артиллерия приобрела некоторые специфические отличия: ящики с бомбардами обычно ставили без креплений, чтобы не повредить палубу при отдаче, привязывая их к борту парой канатов, а на конце ящика приделывали небольшие колеса для возвращения в боевую позицию. Наличие колес стало прообразом станков на колесах, которые оказались востребованы, когда пушки постепенно переместились с главной палубы ниже к ватерлинии. С развитием металлургии орудия стали изготавливать не только из меди и кованого железа, но и из чугуна. По сравнению с коваными, чугунные орудия оказались проще и технологичнее в производстве и надежнее в эксплуатации, поэтому к XVII веку кованые пушки полностью сняты с вооружения.

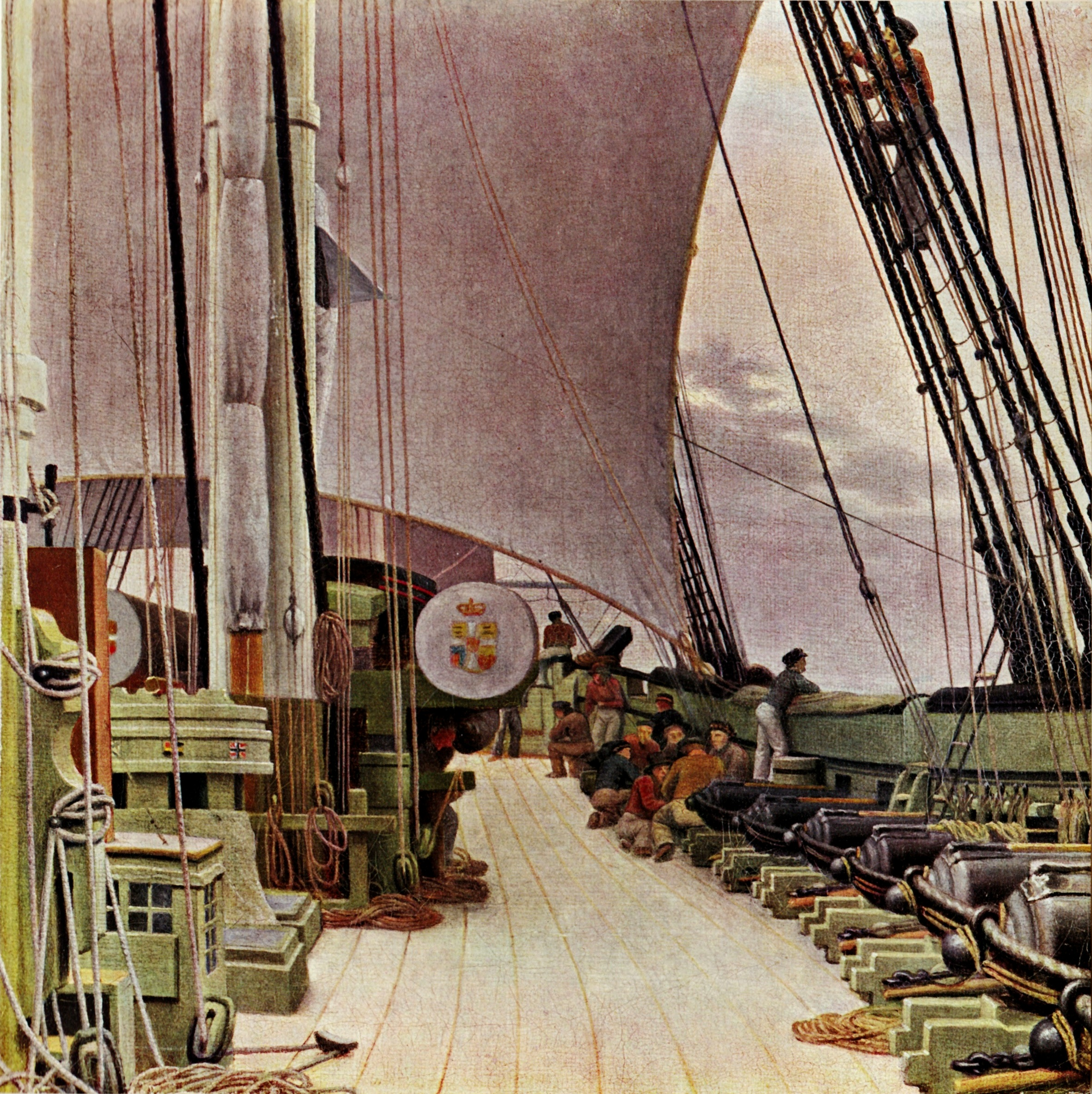
Батарейная палуба корвета «Наяда». Худ. Кристоффер Эккерсберг, 1833 г.

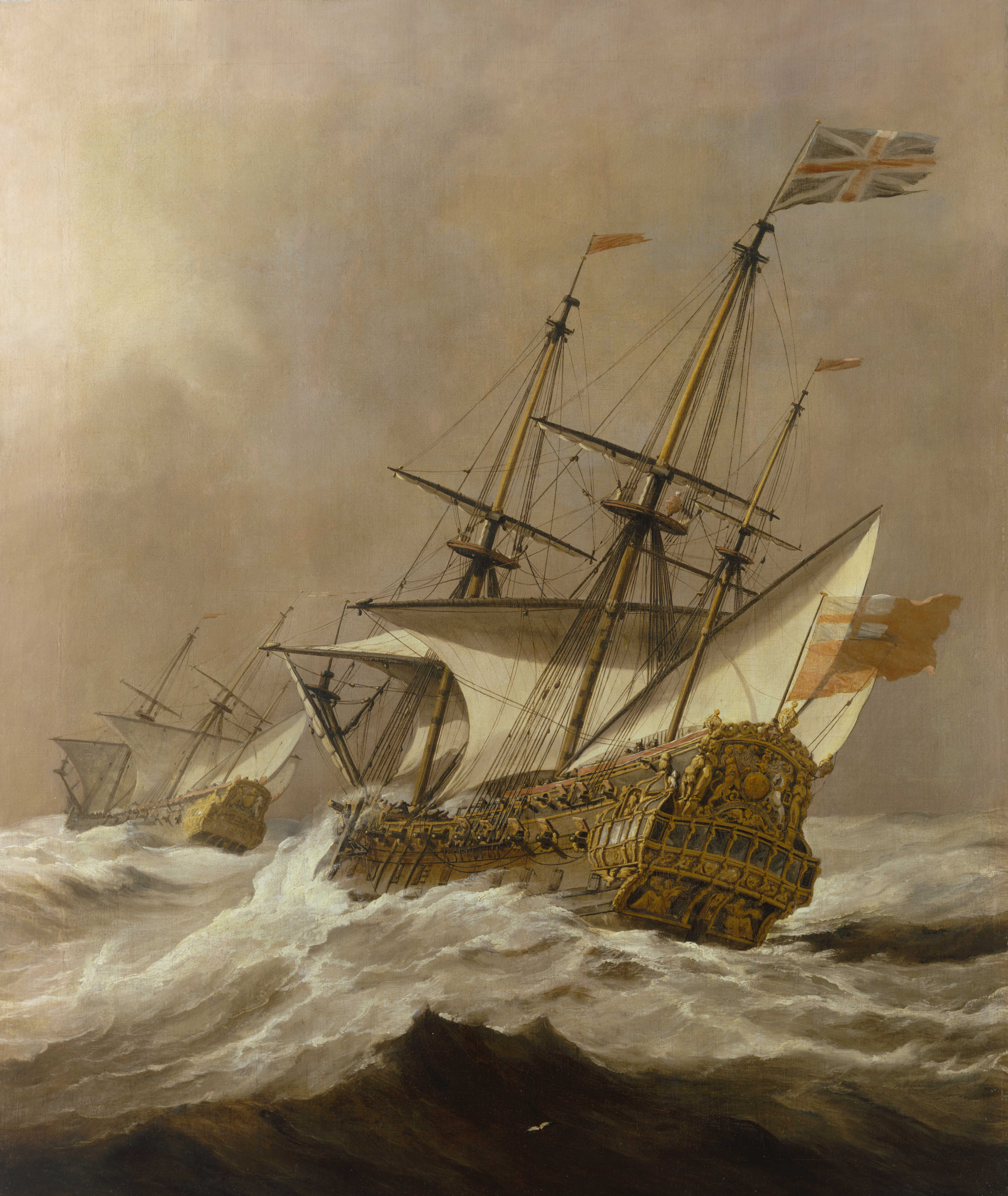
«Шторм». Худ. Виллем ван де Вельде Младший, 1678 г.

В эпоху парусного флота потопить деревянный корабль, даже загруженный пушками и боеприпасами, оказывалось не так просто. К тому же эффективная дальность стрельбы — дальность достаточно точного орудийного огня — орудий того времени оставляли желать лучшего. Во многих случаях исход сражения решал абордаж, поэтому основной целью корабельной артиллерии было поражение экипажа и такелажа корабля для лишения его возможности маневрировать и боеспособности. К концу XV века на палубах кораблей появились мортиры, просуществовавшие в почти неизменном виде до середины XIX века. В XVI веке появились орудия длиной 5-8 калибров — гаубицы, которые были приспособлены для стрельбы картечью и разрывными снарядами. Примерно в то же время появляется и первая классификация орудий в зависимости от отношения их длины ствола к калибру: в порядке увеличения — мортиры, гаубицы, пушки, кулеврины. Появились и основные типы боеприпасов: чугунные ядра, разрывные, зажигательные, картечь. Усовершенствован был и порох: вместо привычной смеси из древесного угля селитры и серы, имевшей ряд неудобств в использовании и существенный недостаток в виде гигроскопичности, появился зернистый порох.
С XVI века артиллерия становится предметом научных работ, и это становится катализатором её развития, — появляются квадрант и артиллерийская шкала. В бортах кораблей появились орудийные порты, а орудия стали размещать на нескольких палубах, что заметно повысило мощь бортового залпа. Кроме увеличения количества орудий на борт, изобретение орудийного порта позволило устанавливать артиллерию более крупного калибра, не нарушая остойчивости корабля путём размещения их ближе к ватерлинии. К тому времени артиллерия на кораблях ещё несущественно отличалась от береговой, но к XVII веку постепенно определились типы, калибр, длина орудий, принадлежности и способы стрельбы, что привело к закономерному отделению корабельной артиллерии с учётом специфики стрельбы с корабля. Появляются станки с колесами для удобства перезарядки, винград для ограничения отката, ряд специальных принадлежностей и приспособлений. Начинается введение прицельной стрельбы, а также развивается баллистика.

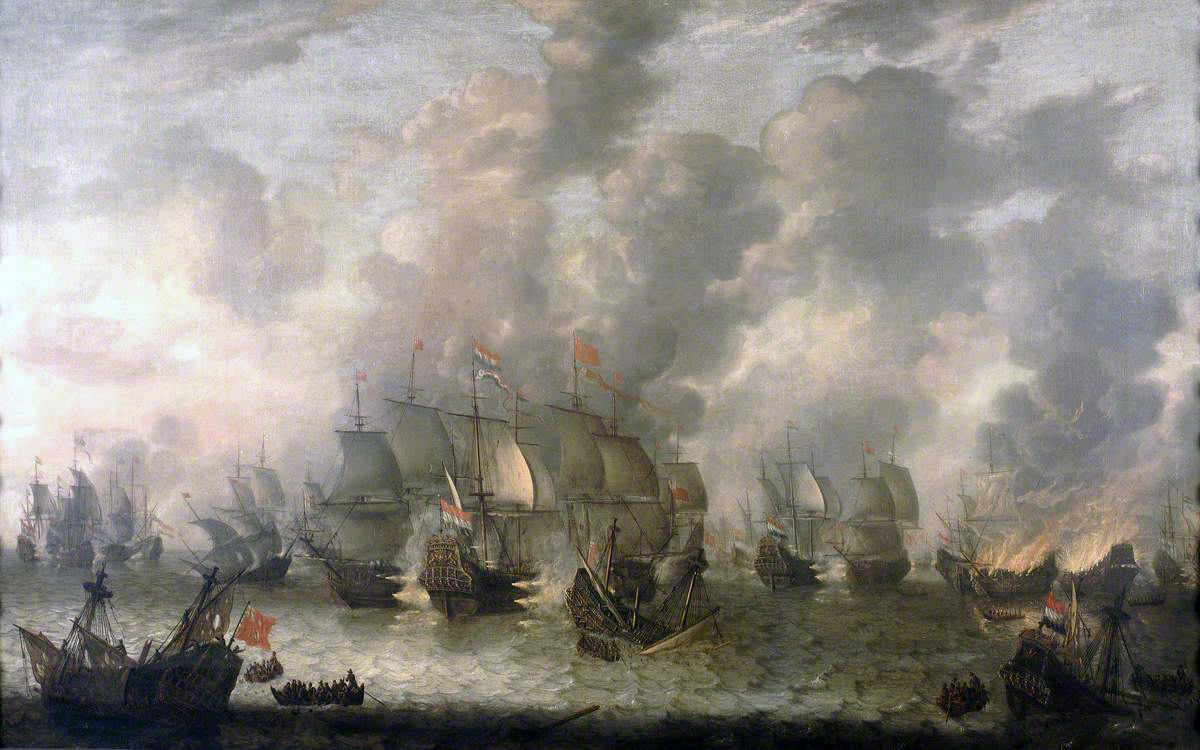
Голландский корабль дает залп артиллерией обоих бортов. Сражение при Схевенингене британского и голландского флотов 31 июля 1654 года. Первая англо-голландская война. Ян Авраам Беерстратен, около 1654

Основной целью корабельной артиллерии все также является поражение экипажа противника, и вся тактика морского боя сводится к производству удачного залпа. В XVIII веке вновь улучшается порох, заряд орудия производится в картузах и патронах, появляются кремнёвые замки-воспламенители. В результате повышается скорострельность. Появляются книппели, разрывные бомбы, так называемые брандскугели и гранаты. На вооружении появляется новое орудие — корабельный «единорог». В 1779 году специально для флота сконструировано чугунное орудие, называвшееся карронада. Она стала самым легким корабельным орудием, которое размещалось на верхней палубе, имело длину 7 калибров и малый пороховой заряд, а также не имело цапф.

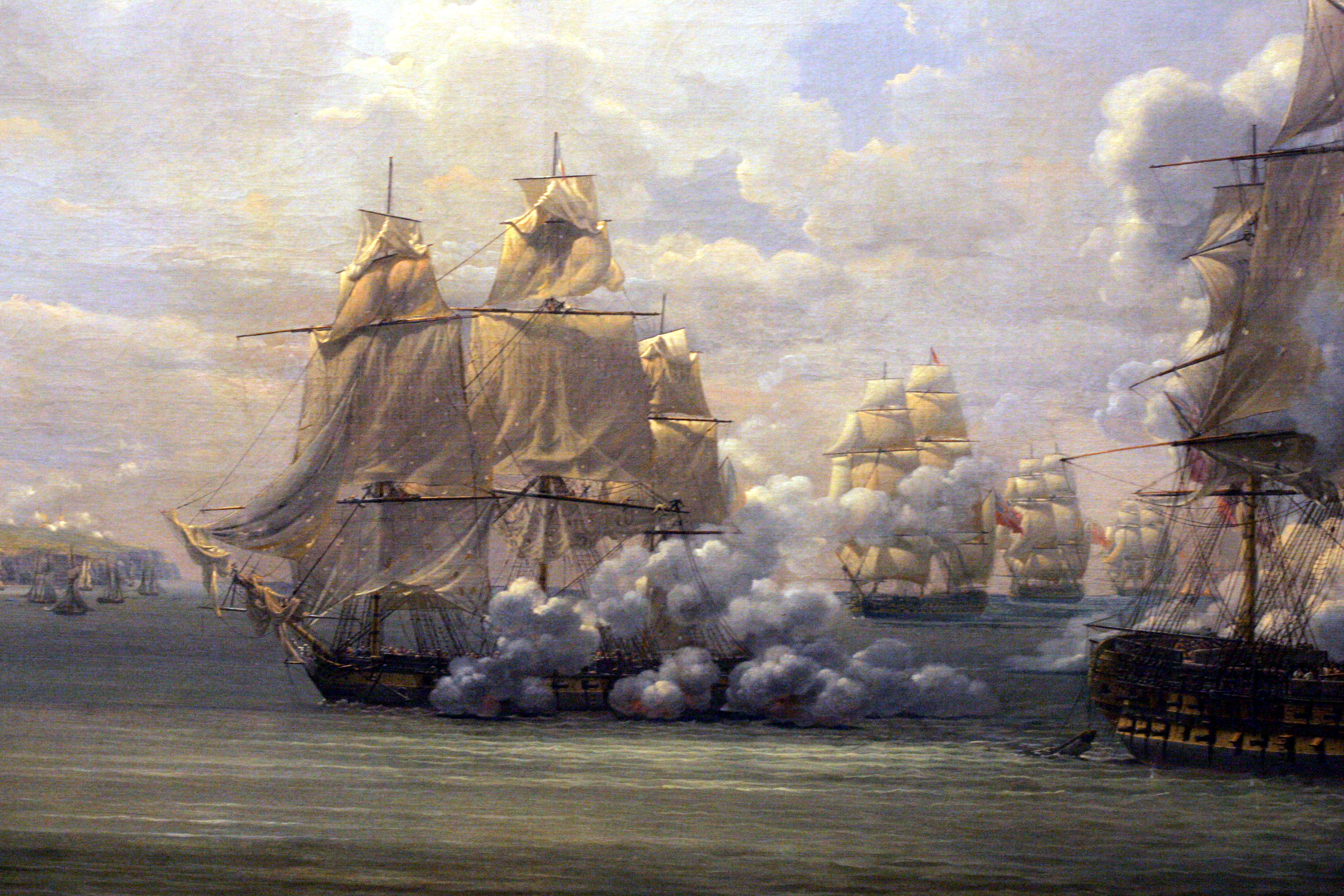
Залп артиллерии левого борта. Французский фрегат «Преследователь» против британского корабля «Геркулес», 28 июня 1803 года. Фрагмент картины Луиса-Филлипа Крепина, 1819

В XIX веке задачи корабельной артиллерии меняются — теперь главная цель не экипаж, а сам корабль. Для решения таких задач было призвано введение на флоте бомбических орудий — это короткие пушки большого калибра, стреляющие сравнительно тяжелыми разрывными  снарядами. Демонстрация пушек Пексана коммодором Перри во время его экспедиции в Японию в 1854 году убедила власти Японии в необходимости принять неравноправный торговый договор с Америкой и покончить с политикой изоляции государства.

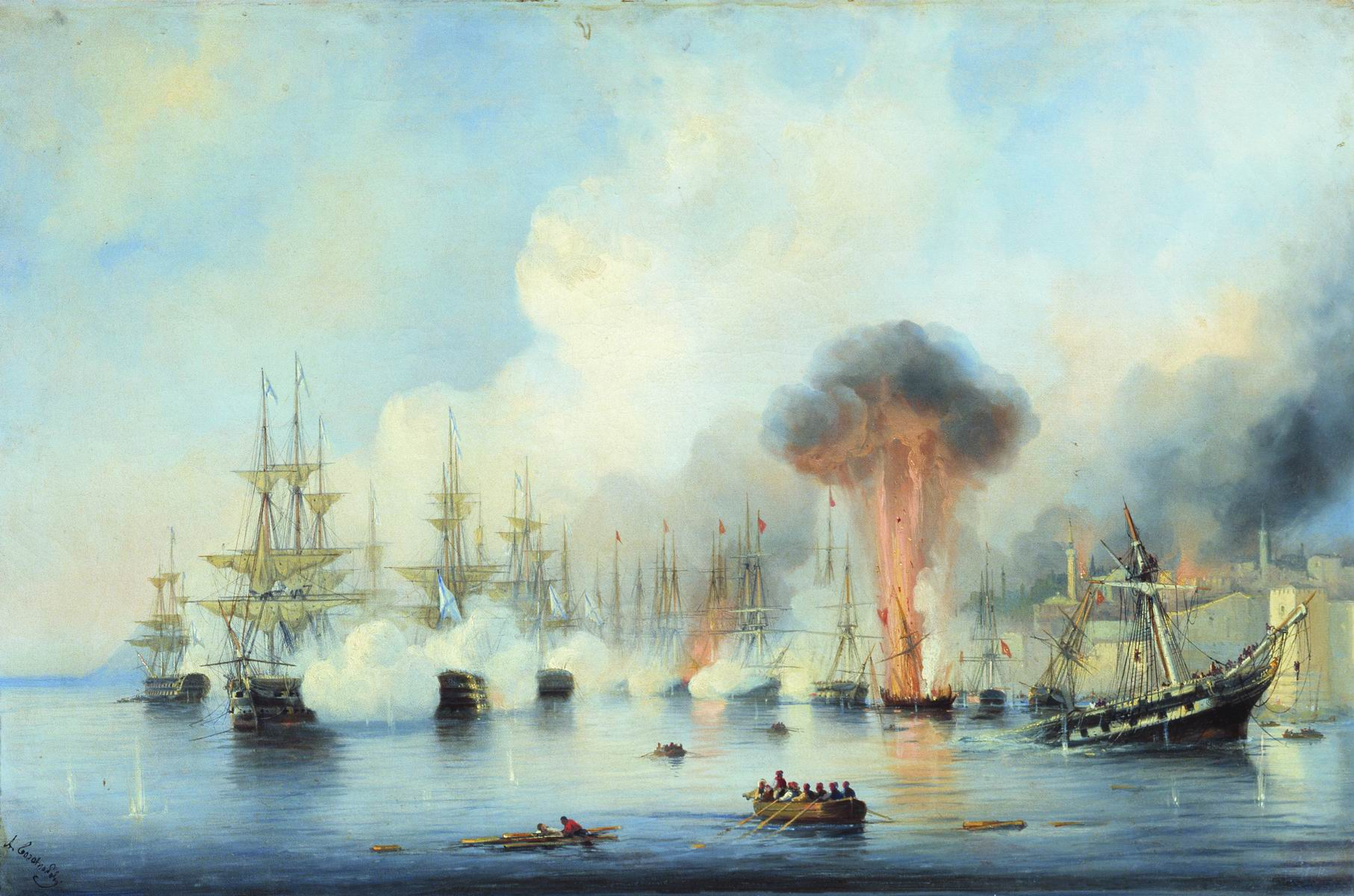
Синопское сражение 18 ноября 1853 года между русским и турецким кораблями. Алексей Боголюбов, 1860

С введением этих орудий заметно изменилось бортовое вооружение кораблей, а также началось их бронирование. К XIX веку развитие гладкоствольной корабельной артиллерии достигло высочайшего уровня. Усовершенствования коснулись не только самих орудий, но и станков, принадлежностей, пороховых зарядов, боеприпасов, а также методов и способов стрельбы. Вместе с бронированием кораблей вводится башенная система размещения орудий и увеличение калибра. Вес установок достигал 100 тонн. Для управления такими тяжелыми и мощными орудиями стали применять паровой, гидравлические и, позже, электрический приводы. Но революцию в корабельной артиллерии произвело введение во второй половине XIX века нарезных орудий.

### Нарезная корабельная артиллерия (с середины XIX века)
С принятием на вооружение нарезной артиллерии гладкоствольная ещё продолжала использоваться на кораблях и даже совершенствоваться. Однако вскоре гладкоствольные орудия всё же были полностью вытеснены нарезными из-за их очевидных преимуществ:
- повышенная точность за счёт гироскопической стабилизации снаряда в полёте;
- увеличенная эффективная дальность (максимальную дальность стрельбы же при прочих равных нарезное орудие будет иметь меньшую из-за сопротивления нарезов движению снаряда при выстреле);
- боеприпасы продолговатой формы, более тяжёлые, несущие больший заряд взрывчатого вещества и лучше пробивающие броню;

В Российском Императорском флоте нарезная артиллерия была принята на вооружение в 1867 году и до 1917 года имела только две системы нареза — «образца 1867 г.» и «образца 1877 г.». В это время в Российском императорском флоте калибры орудий до 150 мм включительно часто обозначали в миллиметрах, выше — в дюймах (1 дюйм — 25,4 мм). Через косую черту за калибром писали длину ствола в калибрах (в России, США, Германии и Австро-Венгрии — расстояние от казённого до дульного среза; в Англии, Италии и Японии — от поверхности грибовидного стержня затвора до дульного среза ствола).
После революции и до 1930 года эксплуатировались старые артиллерийские системы, проводились модернизация орудий и проектирование новых боеприпасов.
Увеличение толщины корабельной брони и повышение её физической прочности потребовало увеличения размеров орудий. К концу XIX века калибр корабельных пушек достигал 15 дюймов (381 мм). Но увеличение калибра снижало долговечность пушек, поэтому дальнейшее развитие артиллерии пошло по пути совершенствования боеприпасов. С 1883 по 1909 годы самый крупный калибр — 12 дюймов (305 мм). В 1894 году адмирал С. О. Макаров предложил бронебойный наконечник, применение которого позволяло пробивать броню толщиной, равной калибру снаряда. Для увеличения разрушительного действия боеприпасы стали снаряжать зарядами мощных бризантных веществ.
Дальность полета снарядов выросла и вызвала естественное желание увеличить прицельную дальность. Уже применяемые в то время сухопутной артиллерией правила стрельбы нашли применение и на флоте. Появилось понятие управление огнём, изменилась и тактика морского боя. Появление оптических приборов наведения орудий и измерения расстояний ещё больше увеличило дальность огня — до 100 кабельтовых и более. Но такое увеличение дальности снизило точность стрельбы — попасть в цель стало сложнее. Для повышения меткости посты наблюдения и управления огнём перемещаются на мачты, их оборудуют визирами и дальномерами. Оптические системы, электроприводы наведения и централизованное управление огнём с командного пункта заметно повысили эффективность артиллерийского огня, сделав возможным артиллерийский залп из практически параллельных стволов, выставленных по данным, измеренным с требуемой точностью. Кроме того, в начале XX века появляются первые образцы систем гиростабилизации.
С развитием в середине Второй мировой войны морской авиации, а позже и управляемого ракетного оружия, предназначение корабельной артиллерии меняется — главные цели теперь находятся в воздухе. Применение по надводным кораблям и берегу становится второстепенной задачей, так как по таким объектам эффективнее работают самолёты и ракеты. По этой причине постепенно прекращаются разработки и производство орудий главного калибра, артустановки остаются только универсальные и зенитные. Калибр разрабатываемых пушек не превышает 152 мм. Последующее развитие зенитно-ракетных комплексов морского базирования ещё больше снижает роль корабельной артиллерии, и на корабли стали устанавливать минимальное количество артустановок. Наиболее популярными калибрами универсальной артиллерии стали 76 мм (итальянской и советской системы), 100 мм (Франция), 114 (Великобритания), 127 мм (США) и 130 мм (СССР). 76-мм артустановки стали оптимальным решением для кораблей малого и среднего водоизмещения, а 100-мм и более — для фрегатов, эсминцев, крейсеров и т. п. Кроме универсальной, практически на все корабли стала устанавливаться малокалиберная зенитная артиллерия — в основном это скорострельные автоматы калибра 20-30 мм. Наибольшее распространение в МЗА получили Mark 15 Vulcan Phalanx CIWS (США), АК-630М (СССР), Goalkeeper CIWS (Нидерланды). Кроме основного предназначения изменилось и управление корабельной артиллерией. С развитием автоматики и электроники все меньше стало требоваться непосредственное участие человека в процессе стрельбы: пушки на кораблях стали частью артиллерийских комплексов, а артустановки по большей части автоматическими.

#### Советская корабельная артиллерия
Началом истории советской корабельной артиллерии можно считать 1930 год — именно тогда начались испытания новых образцов орудий. Вплоть до начала Великой Отечественной войны (ВОВ) проектировались и создавались новые артиллерийские системы для кораблей и боеприпасы к ним калибром 23 — 406 мм. Ещё до начала ВОВ главной угрозой кораблей стал не главный калибр противника, а авиация, поэтому начинается массовое производство зенитных систем — и новых и существующих образцов. Работы по созданию новых корабельных орудий среднего и крупного калибра (до 305 мм) возобновлены только в 1944 году.
Одно из самых значимых технических новшеств послевоенного периода — применение в корабельной артиллерии автоматизированного радиолокационного наведения на цель, что позволило повысить эффективность огня ночью и в плохую видимость. Кроме того, внедрялось принудительное охлаждение стволов (что повышало их живучесть), увеличивались темп и кучность стрельбы, унифицировалась корабельной артиллерии с береговой.
К середине 1960-х разрабатывается только зенитная артиллерия калибров 30 и 76,2 мм, прекращается проектирование и изготовление артиллерийских систем крупного калибра. С 1954 года решают разрабатывать автоматические системы калибра 76,2 мм, а с 1967 года начинается проектирование и изготовление автоматических артсистем калибров 100 и 130 мм, также продолжается проектирование автомата с вращающимся блоком стволов. В итоге в 1960-х годах приняты на вооружение 30-мм двухствольная АК-230 и первая полностью автоматическая 57-мм двухствольная артиллерийская установка АК-725 и одновременно с ней 76,2-мм АК-726. Производство их закончилось в конце 1980-х. В 1970-х годах приняты на вооружение одноствольная 76,2-мм АК-176 (на замену АК-726), 100-мм АК-100 и скорострельная 30-мм шестиствольная установка с вращающимся блоком стволов АК-630.
В 1980-х годах после долгих испытаний принята двухствольная 130-мм артустановка АК-130. Эти образцы до сих пор состоят на вооружении кораблей Российского ВМФ.
Такие очевидные преимущества ракет, как дальность и точность стрельбы, причина отказа от крупных калибров и лишили артиллерию роли главного оружия корабля. Поэтому основная задача современной корабельной артиллерии — противовоздушная оборона совместно с зенитно-ракетными комплексами. Исключения — лишь случаи применения оружия по плавсредству без вооружения — например, в береговой охране (пограничной службы Федеральной службы безопасности Российской Федерации).

## Галерея

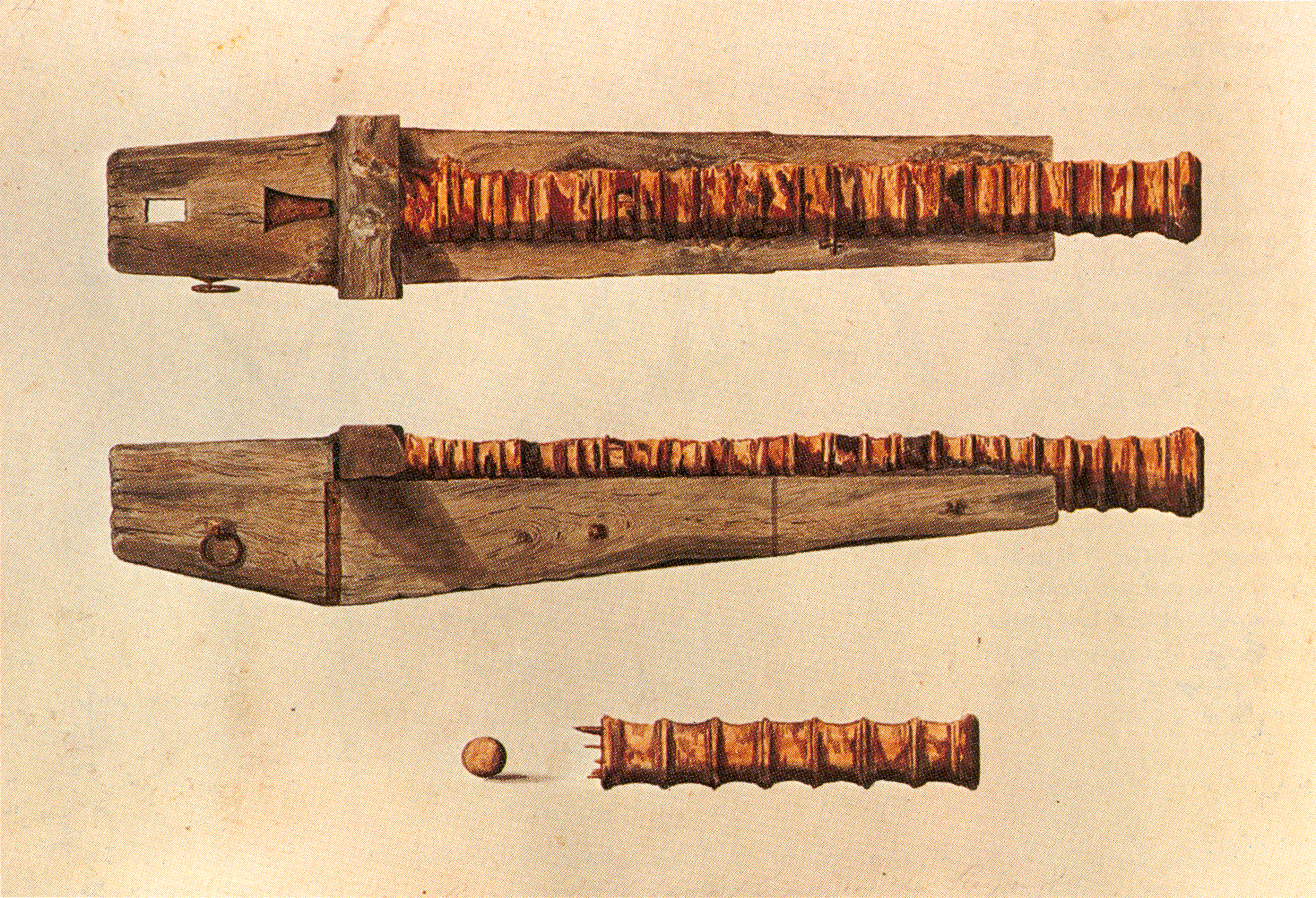
Железная бомбарда, поднятая с затонувшей каракки «Мэри Роуз», XVI в.
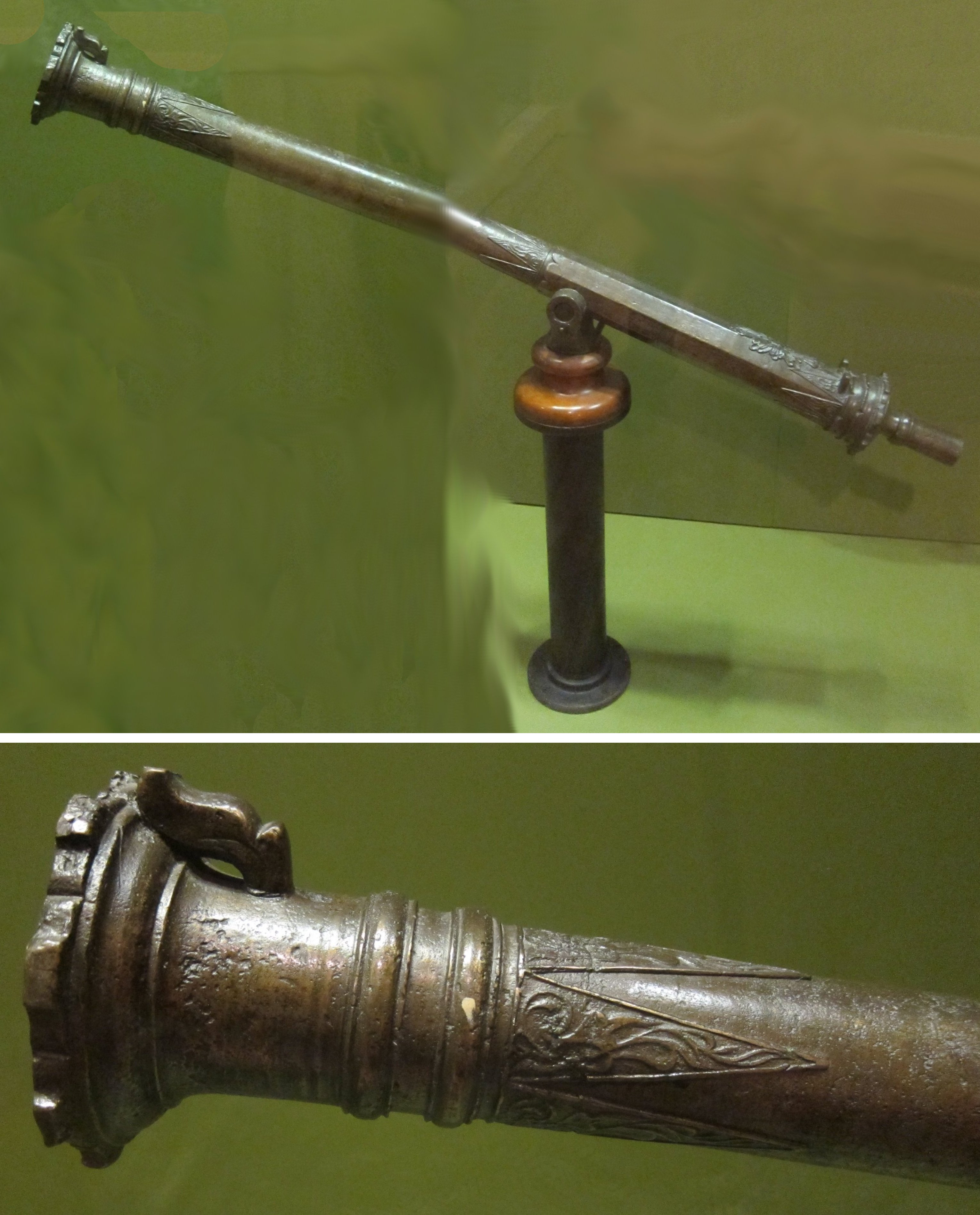
Бронзовая лантака филиппинских мусульман-моро, XVII в.
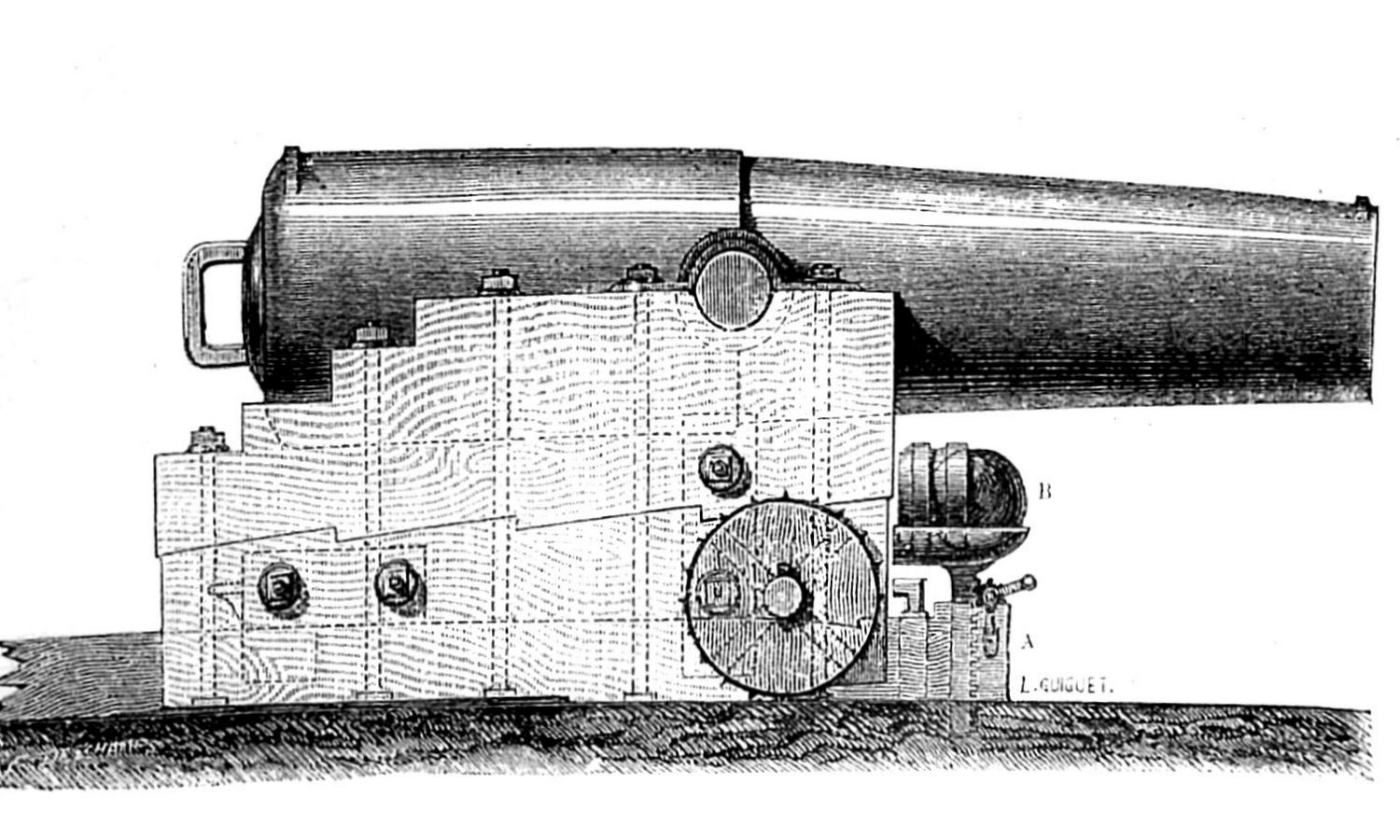
Бомбическая пушка Пексана
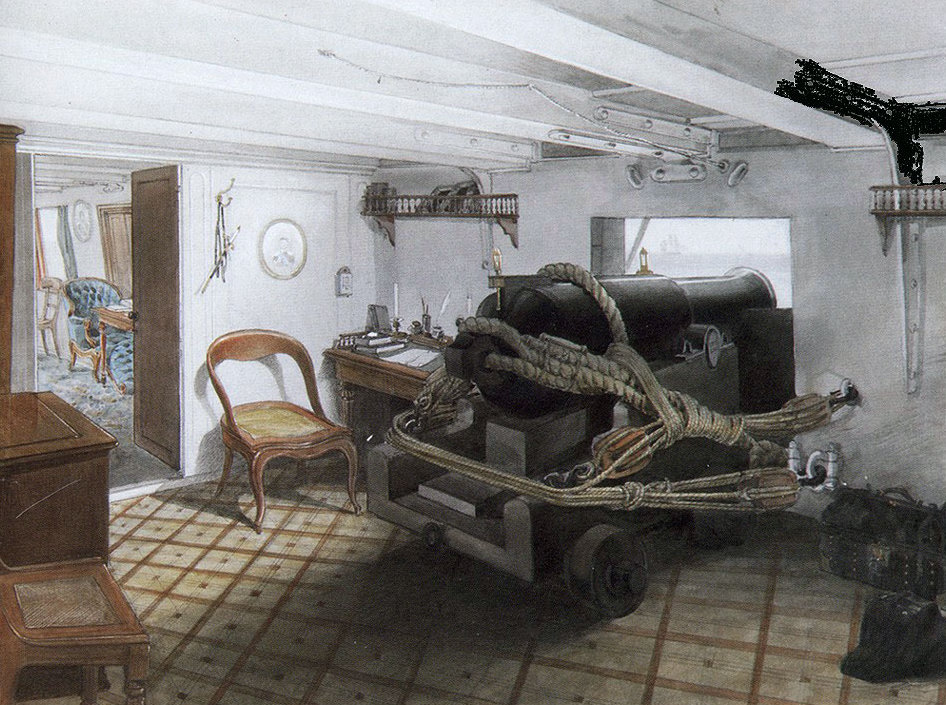
Орудийный каземат русского фрегата «Ослябя» (1861). Худ. А. К. Беггров. 60-фунтовая пушка конструкции Н. А. Баумгарта, закреплённая в походном положении
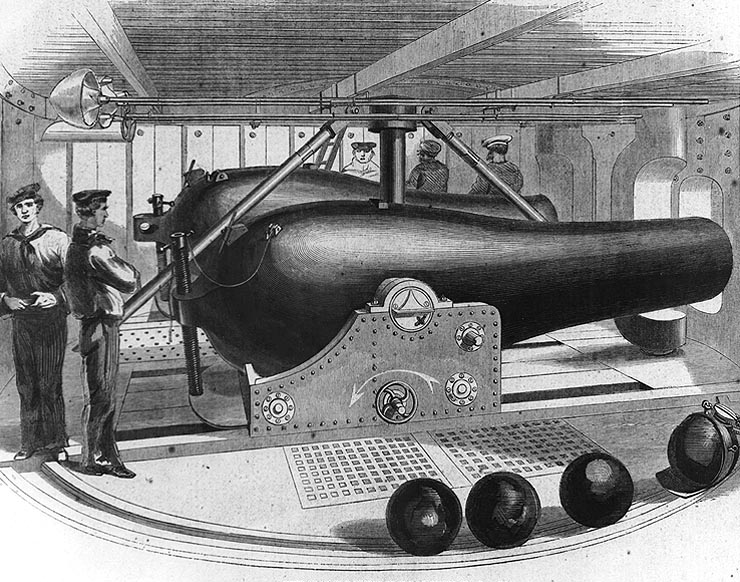
15-дюймовое и 11-дюймовое орудия Дальгрена американского монитора «Пассаик». Рис. из «Харперс-Уикли» (1862)
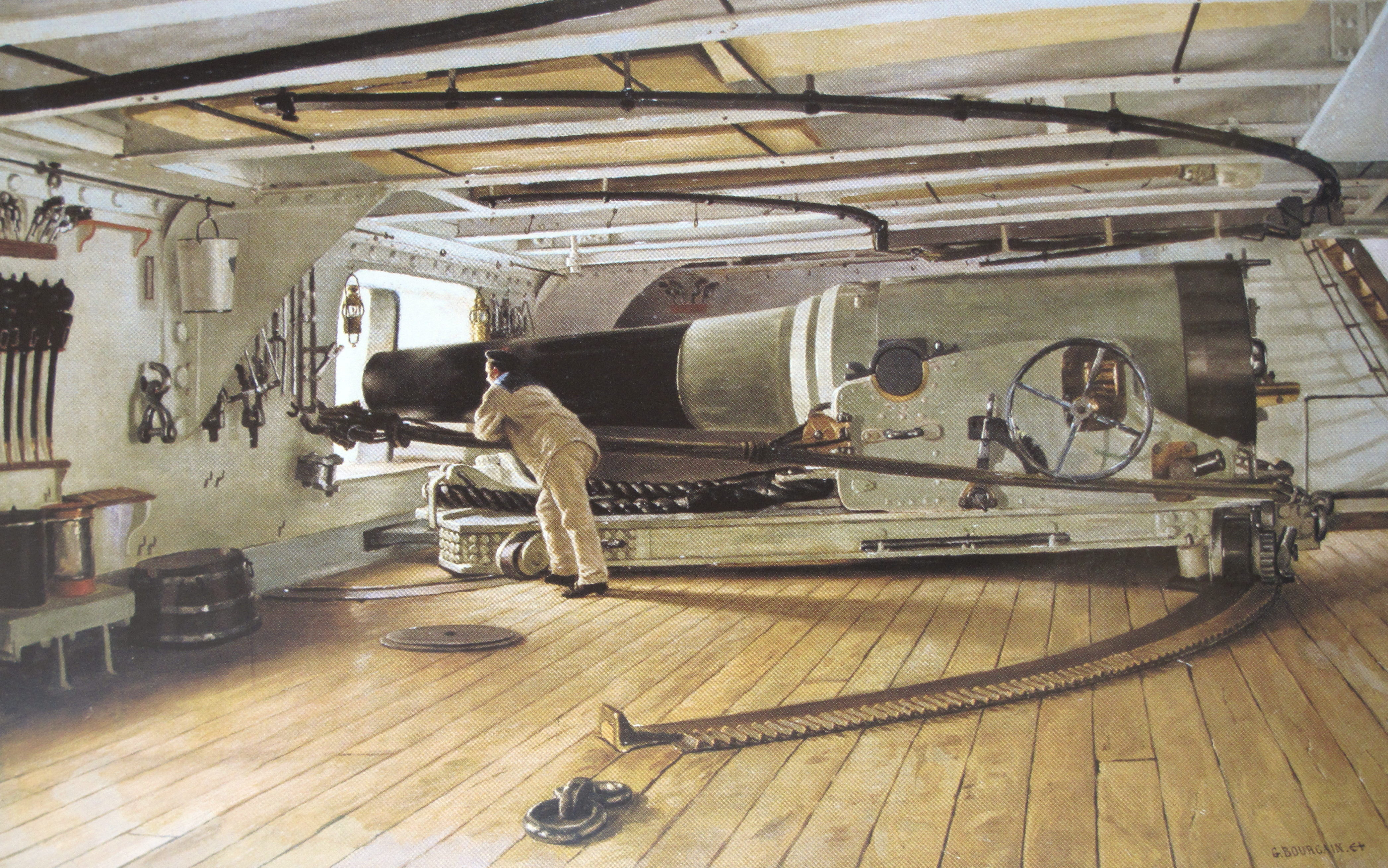
274-мм нарезное орудие в каземате французского броненосца «Кольбер». Рис. Гюстава Бургейна (1885)
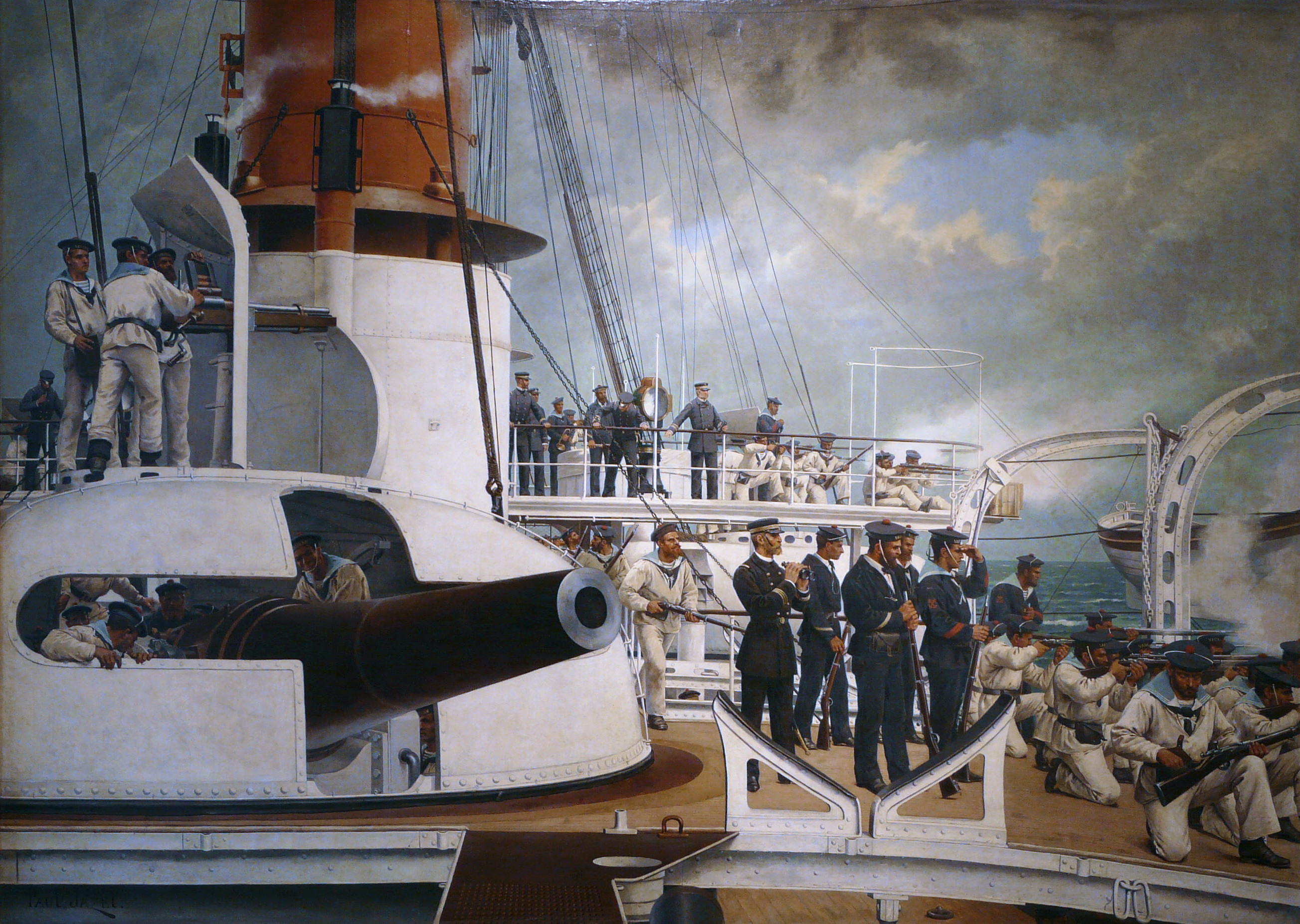
240-мм барбетная артиллерийская установка французского броненосца «Вобан». Худ. Поль-Леон Жаке[англ.] (1880-е гг.)
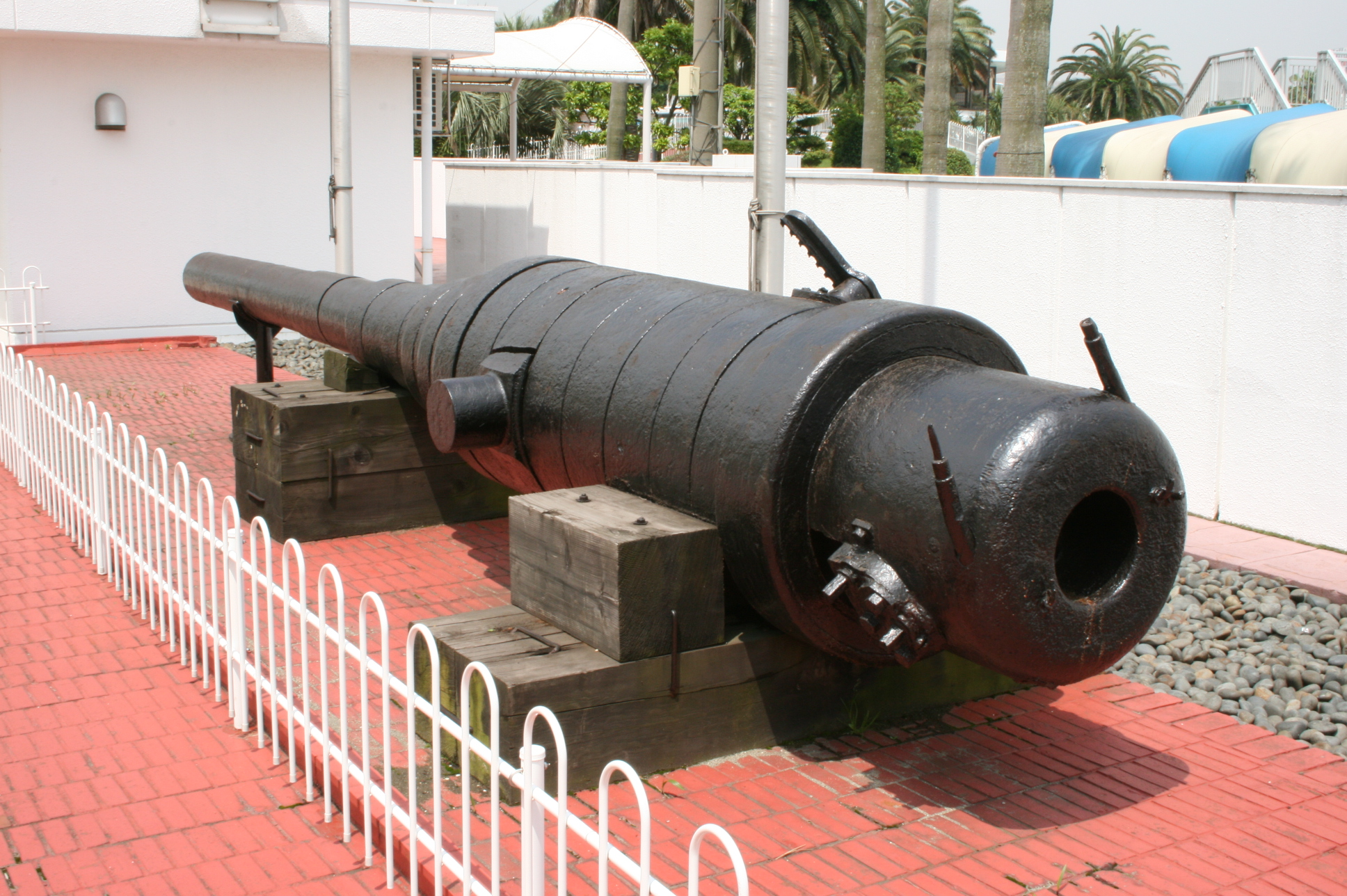
203-мм орудие с крейсера «Адмирал Нахимов» в музее города Токио
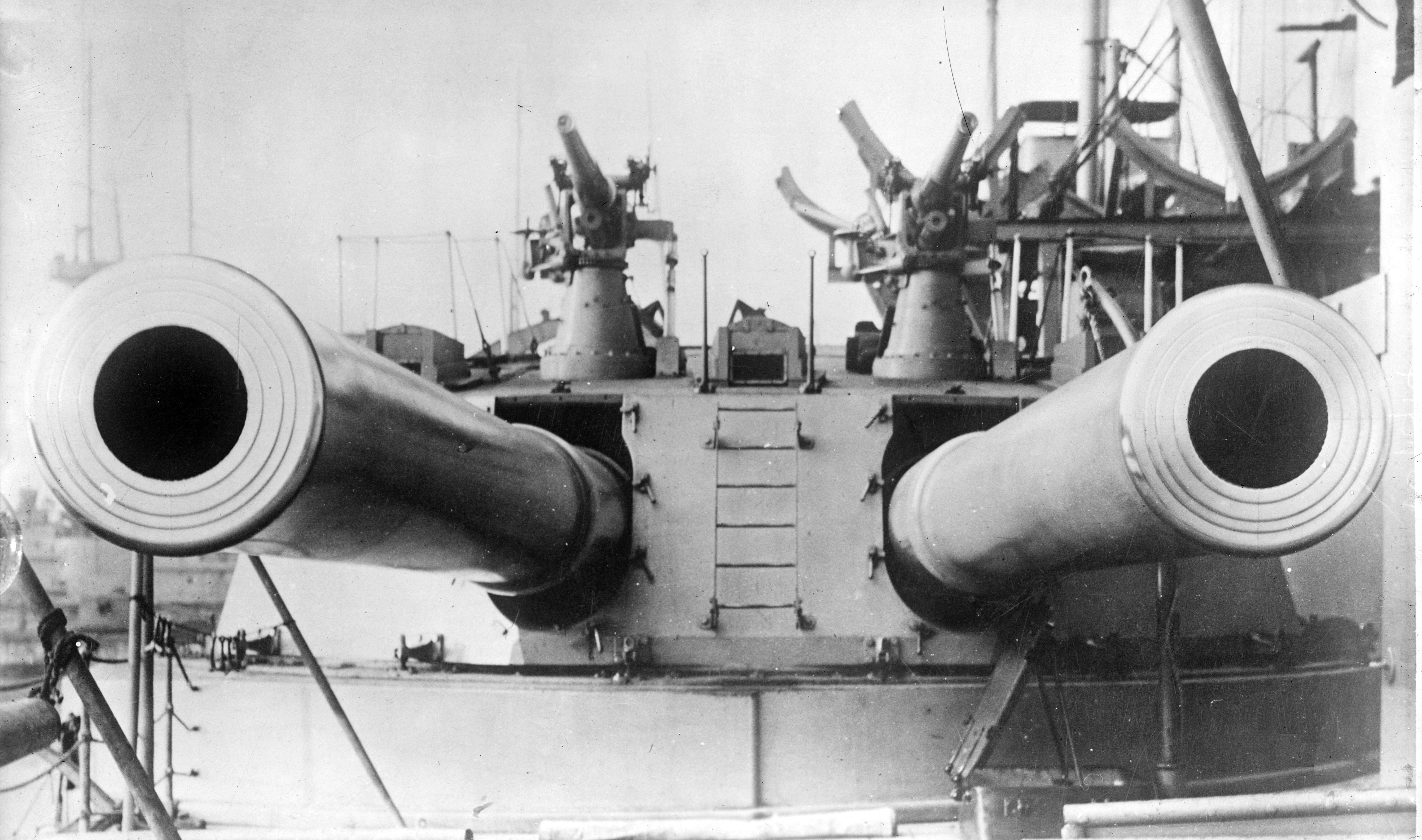
12"/45 морская артустановка Mark X британского линкора «Дредноут» (1906 г.)
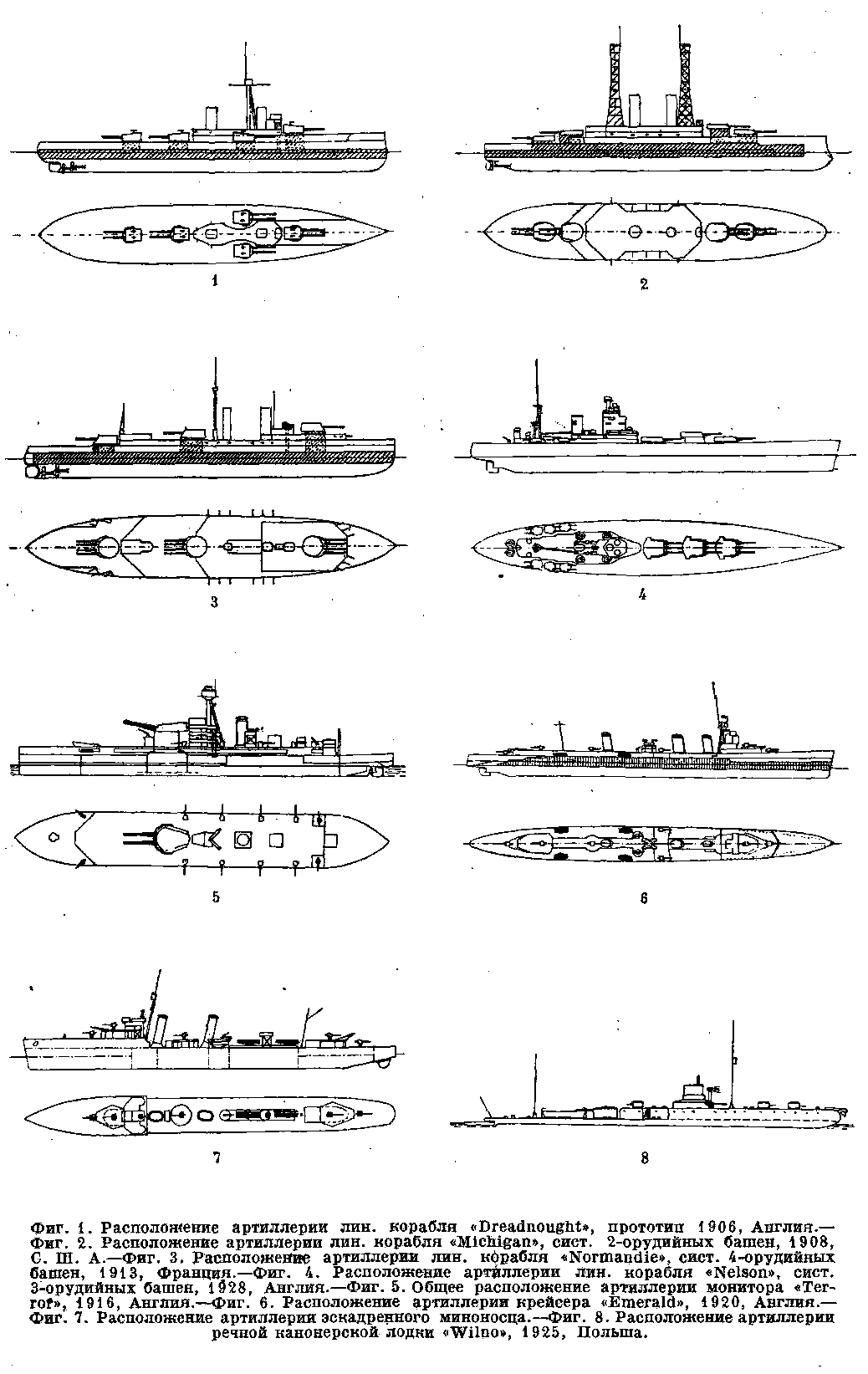
Расположение артиллерии на кораблях первой четверти XX века различных типов
Схема подачи снарядов и зарядов в башню
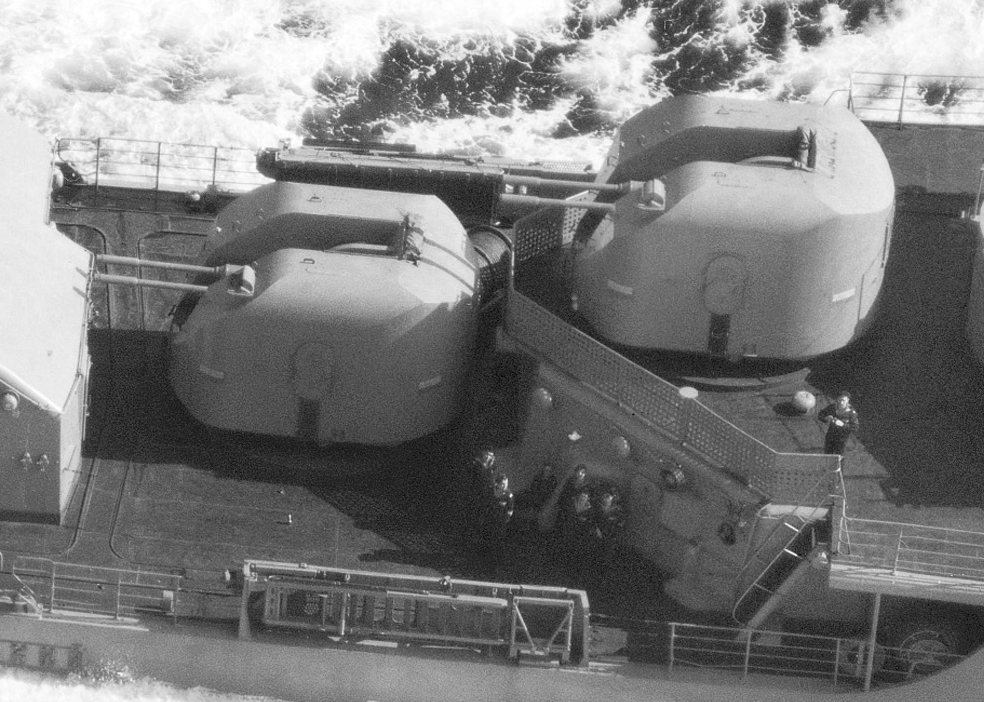
Советская 76/59 артустановка АК-726 на сторожевом корабле проекта 1135 «Жаркий», 1987 год.
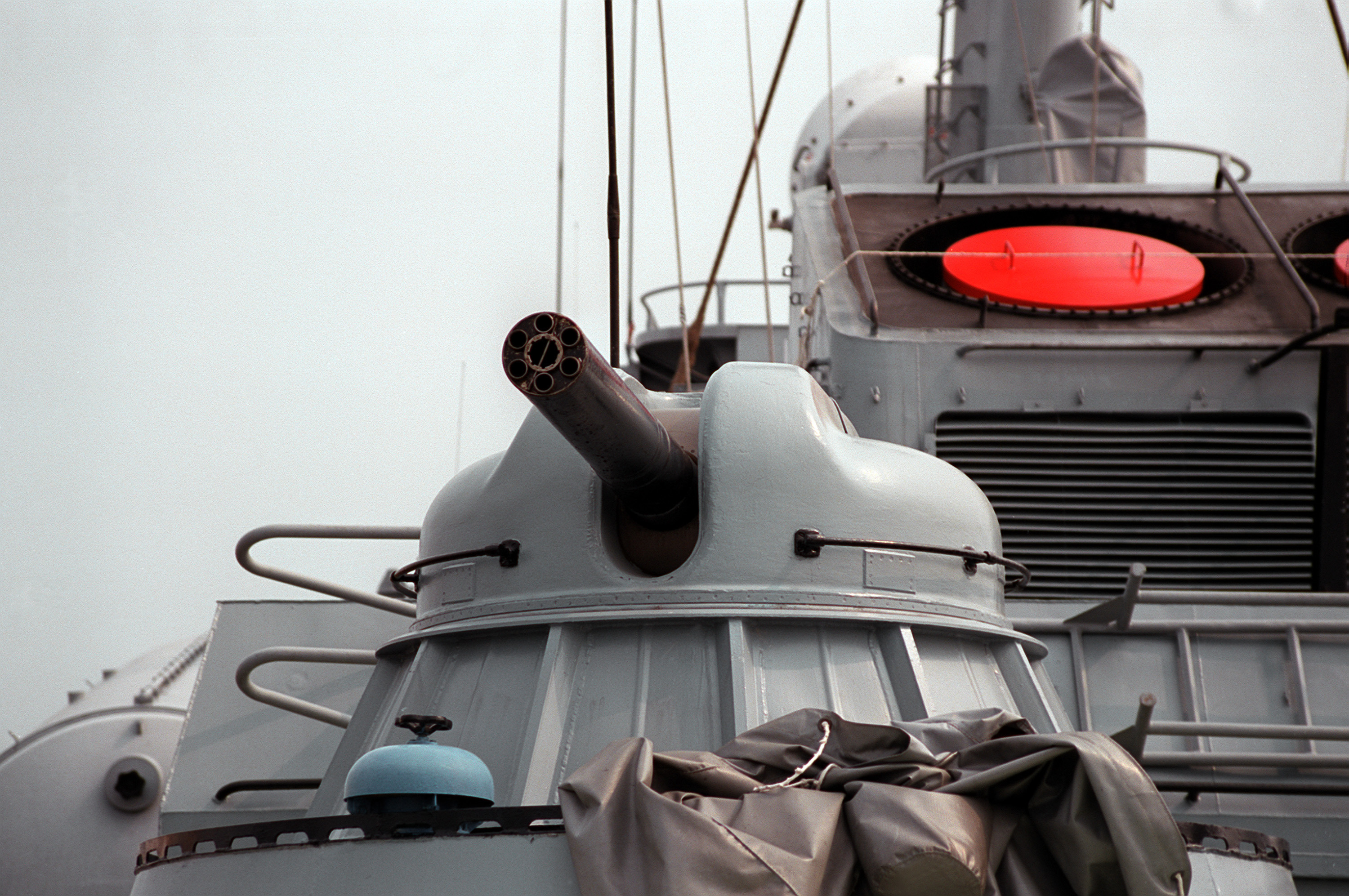
Советская 30/54 артустановка АК-630

## Особенности

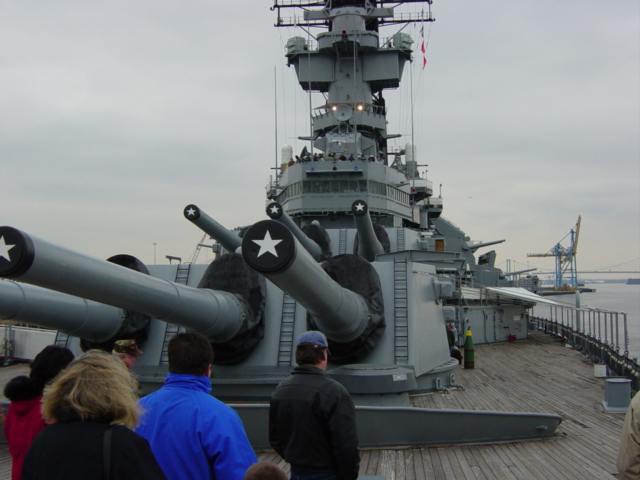
16"/50 артустановка Mark 7 американского линкора «Нью-Джерси»

Использование корабельной артиллерии происходит с движущейся и качающейся платформы, стрельба обычно идёт по движущимся целям. Эти особенности корабельной артиллерии потребовали создания сложных приборов управления стрельбой и механизмов наведения орудий.
Средние дистанции стрельбы корабельной артиллерии превышают дистанции артиллерии сухопутных войск, поэтому применяются орудия с длиной ствола свыше 30 калибров (пушки).

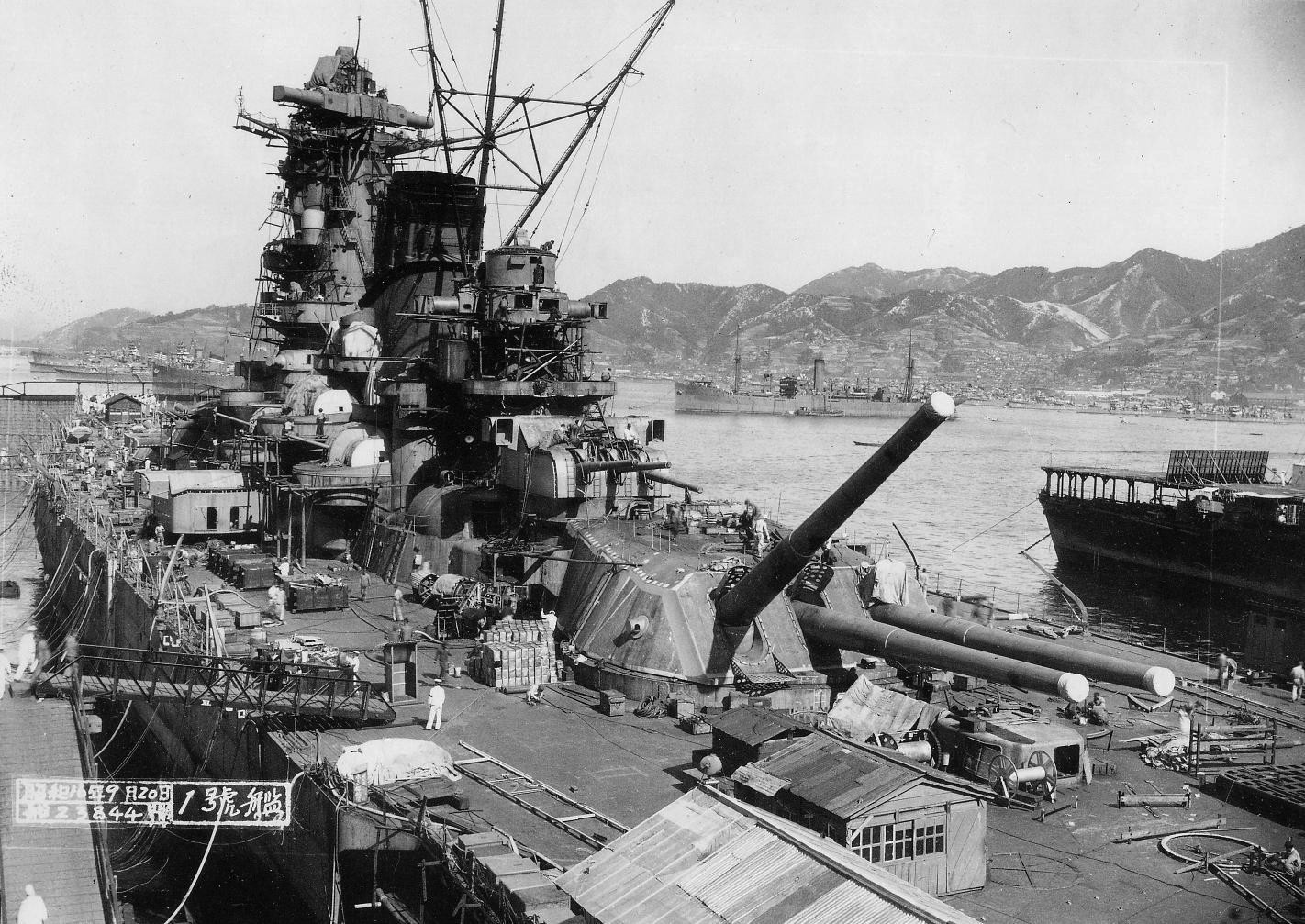
Кормовая башня линкора «Ямато» во время его постройки.

Наибольший калибр (18,1") имели орудия японских сверхлинкоров «Мусаси» и «Ямато».
С развитием ракет из-за сравнительно малой дальности и точности стрельбы корабельные артиллерийские установки стали применяться для решения вспомогательных задач, когда применение ракет было нецелесообразно, например, для предотвращения прорыва морской блокады, уничтожения вспомогательных судов, обстрела побережья. К XXI веку осталось мало артиллерийских систем крупного калибра, а установки среднего калибра имели малое поражающее действие и небольшую дальность стрельбы.
С перестройкой флотов с перспектив ведения боевых действий в открытом океане на проведение операций в прибрежных районах значение корабельной артиллерии в качестве средства поражения наземных целей снова выросло. При этом установки меньшего калибра стали применяться не только в системе ближней ПВО и ПРО, но и для уничтожения катеров.
Основные тактические свойства корабельной артиллерии
Достоинства:
- возможность применения как по морским, так и по береговым и воздушным целям;
- скорострельность;
- длительность стрельбы;
- высокая скорость реагирования;
- почти полное отсутствие мертвых зон (артиллерия способна бить прямой наводкой);
- сравнительная дешевизна артиллерийских выстрелов;
- возможность иметь очень большой бортовой боекомплект;

Недостатки:
- довольно большая масса артиллерийских установок (особенно если требуется тяжелое бронирование), из-за чего крупнокалиберные орудия может нести только корабль довольно большого водоизмещения;
- ограниченная живучесть ствола;
- Максимальная дальность стрельбы (до 40—45 км у лучших существующих классических крупнокалиберных артсистем).

## Классификация

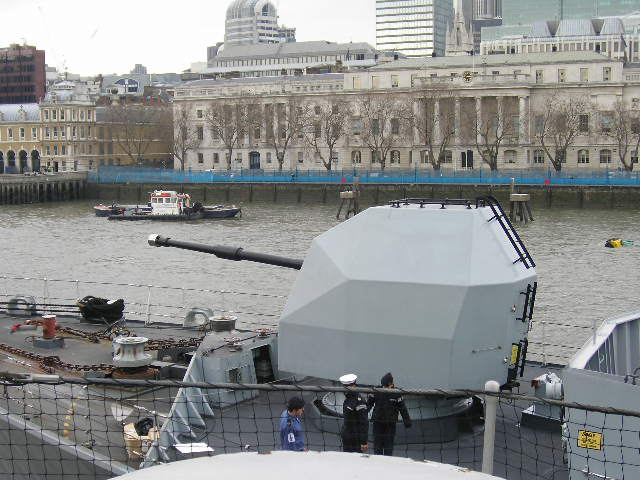
Британская универсальная 4.5"/55 артустановка Mark 8 на фрегате т. 23 HMS Northumberland, 2007 г.

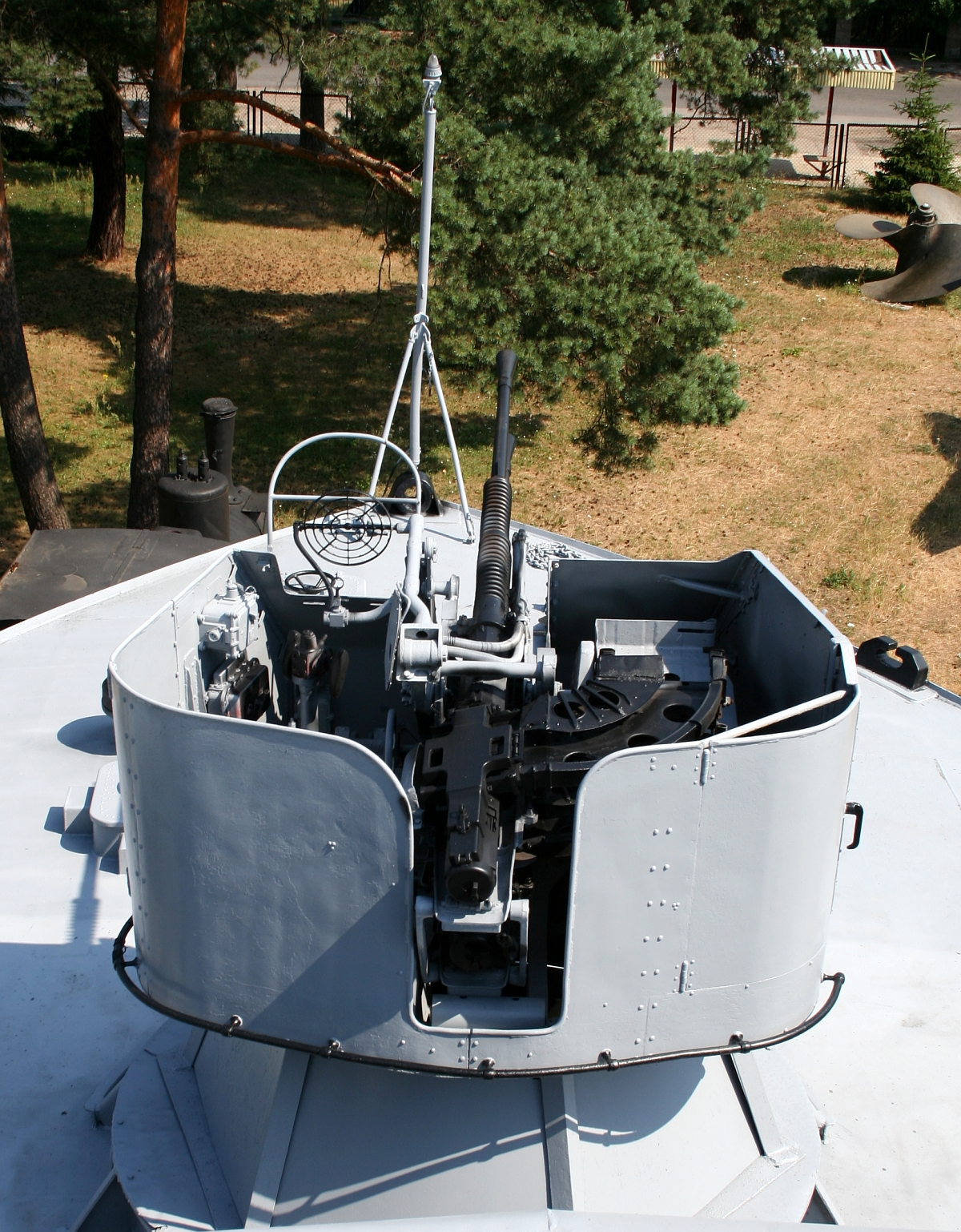
Советская зенитная артустановка калибра 25 мм 2М-3М все ещё состоит на вооружении нескольких кораблей ВМФ России.

### По назначению
- Главный калибр[англ.] — исторически артиллерийские орудия использовавшиеся в качестве главного ударного вооружения артиллерийского боевого корабля. Применялся для стрельбы по надводным целям, то есть для реализации основного предназначения боевого корабля. Орудия главного калибра также применялись для ведения огня по береговым целям в целях огневой поддержки с моря сухопутных войск или морских десантов. Утратил свою актуальность с развитием ракетного оружия.
- Вспомогательный калибр — на тяжелых артиллерийских кораблях (линейных кораблях и тяжелых крейсерах) орудия среднего калибра (не более 170 мм), предназначенные для ведения огня по надводным целям в ситуациях когда скорострельность орудий среднего калибра важнее огневой мощи главного калибра, например при стрельбе по сравнительно легким маневренным надводным кораблям вроде эсминца и более легким кораблям (реже также и по катерам), и таким образом дополнявшая собой главный калибр. Нередко также применялись для стрельбы по берегу. С появлением универсальных орудий вспомогательный калибр стал утрачивать актуальность.
- Противоминная артиллерия (также Противоминный калибр (ПМК)) — исторически мелкокалиберная артиллерия (до 75 мм), использовавшаяся для уничтожения атакующих корабль торпед. До появления пушек-автоматов была наибольшей скорострельной. Также нередко применялась для ведения так называемого «кинжального» огня (на дальностях менее километра) и в качестве противокатерной. В настоящее время термин «Противоминный калибр» многие (главным образом в среде геймеров) используют для обозначения вспомогательного калибра, что, естественно, неверно.
- Вертлюжное орудие — орудие, устанавливавшееся на парусных кораблях на вертлюжном станке и как правило съёмное (могло переноситься одним человеком вручную). В эпоху географических открытий эти лёгкие пушки использовались в качестве десантных орудий — их брали с собой при высадке на берег, при необходимости их можно было закрепить на борту шлюпки или взять в поход — их залп оказывал огромное психологическое воздействие на туземцев.
- Артиллерийские системы противокатерной обороны — современные артиллерийские системы предназначенные для уничтожения катеров противника.
- Универсальная артиллерия — артиллерия, способная вести огонь как по морским и береговым так и по воздушным целям. Со времени своего появления во многих флотах заменила одновременно и классический вспомогательный калибр, а также крупно- и среднекалиберную зенитную артиллерию. Главной задачей универсальной артиллерии было уничтожением воздушных целей до их вхождения в радиус действия зенитных пушек-автоматов или расстройство боевого порядка атакующей авиагруппы противника, а второстепенной — морские и береговые. Практически вся современная относительно крупнокалиберная артиллерия универсальная.
- Зенитная артиллерия — применяется по воздушным целям. Зенитная артиллерия ранее делилась на крупнокалиберную (100 мм и более), среднекалиберную (57 — 88 мм) и малокалиберную (менее 57 мм). Со времени появления универсальной артиллерии с одной стороны и, с другой стороны, появления пушек-автоматов корабельная зенитная стала состоять только их скорострельных пушек-автоматов 20-30 мм (к концу Второй мировой войны на вооружении массово состояли 45- и 57-мм зенитные пушки-автоматы). Современная зенитная артиллерия (в частности корабельная) есть малокалиберная зенитная артиллерия, представленная скорострельными пушками-автоматами 20-30 мм (на вооружении некоторых государств остаются 40-мм установки). Средний и крупный зенитные калибр практически полностью заменены универсальной артиллерией, а зенитные орудия калибром более 152 мм ныне не производятся вовсе.
- Реактивная артиллерия — установки неуправляемого ракетного оружия.

### По калибру
с 1860 до 1946 года
- Крупный калибр — 240 мм и более.
- Средний калибр — от 100 до 190 мм[прим. 1].
- Малый калибр — менее 100 мм.

с 1946 года
- Крупный калибр — 180 мм и более.
- Средний калибр — от 100 до 179 мм.
- Малый калибр — менее 100 мм.

### По виду артиллерийских установок
- Башенного типа — артиллерия в виде орудий, смонтированных в башенных установках (в прошлом нередко батареями по 2 или 3 (реже по 4) орудия в одной башне). В башенной компоновке вращающаяся башенная установка, подбашенное отделение, механизмы наведения, заряжания и системы подачи боеприпасов представляют собой единое целое. Первыми артиллерийскими установками башенного типа стали установки крупного калибра, позже появились и среднекалиберные башенные установки. Боевое отделение башенной установки защищено замкнутой бронёй. Башенная установка сочетает наибольшую живучесть (в сравнении с другими типами арт. установок) с возможность наведения как по дальности так и по азимуту. Кроме того, башенные установки удобнее для механического заряжания и позволяют применять полностью автоматизированную, необитаему конструкцию. Начиная с 1980-х гг все корабельные арт. установки в ВМФ СССР только башенные.
- Палубно-башенного типа — часть защиты, механизмов наведения и заряжания составляют одно целое с орудием. Остальные механизмы и системы устанавливаются отдельно. Не имеют развитого подбашенного отделения, ограничивается подъемным механизмом (элеватором). До середины 1950-х годов были обычны в качестве артиллерии главного калибра, а также универсальной и зенитной артиллерии на эсминцах, и в качестве универсальной артиллерии на крейсерах и линкорах. Боевое отделение защищено незамкнутой противопульной и противоосколочной бронёй, является вращающейся частью установки. Палубно-башенные установки по сравнению с палубными расширяют возможности используемых артиллерийских орудий и лучше защищают личный состав и механизмы. Сегодня несколько типов кораблей имеют зенитные арт. установки этого типа.
- Палубного типа (открытая артиллерия) — орудие и обслуживающие его системы полностью раздельны. Не имеют подбашенного отделения. Устанавливались почти на всех классах кораблей, особенно на кораблях специального назначения, морских и рейдовых судах обеспечения. У таких установок погреба и пути подачи боеприпасов полностью изолированы от арт. установок. Палубные установки имеют небольшие габариты и массу. В современном ВМФ России остался единственный образец артиллерии этого типа — салютная пушка 21-К.

### По способу стрельбы
- Автоматические установки — процесс наведения, заряжания, выстрела и перезарядки полностью автоматизирован и не требует непосредственного участия человека.
- Полуавтоматические установки — в таких необходимо участие в процессе стрельбы артиллерийского расчета (обычно только на заряжании, выстреле и перезарядке, а остальные операции автоматизированы).
- Неавтоматические установки — заряжание, выстрел, подача боезапаса, перезарядка и наводка производится при помощи механизмов подачи и заряжания, непосредственно приводимых в действие человеком.

## Боеприпасы

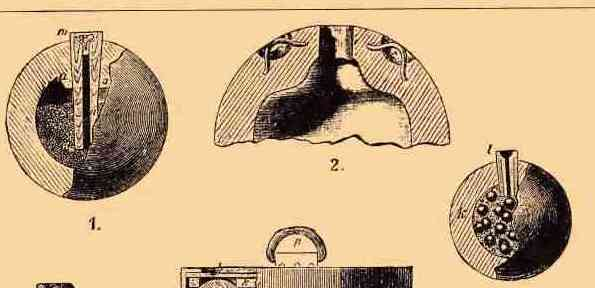
Граната, бомба и картечная граната XVII—XIX вв. в разрезе

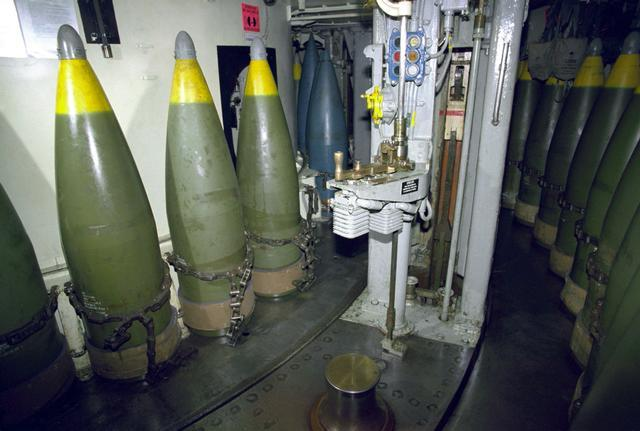
Снаряды главного калибра американского линкора «Айова»

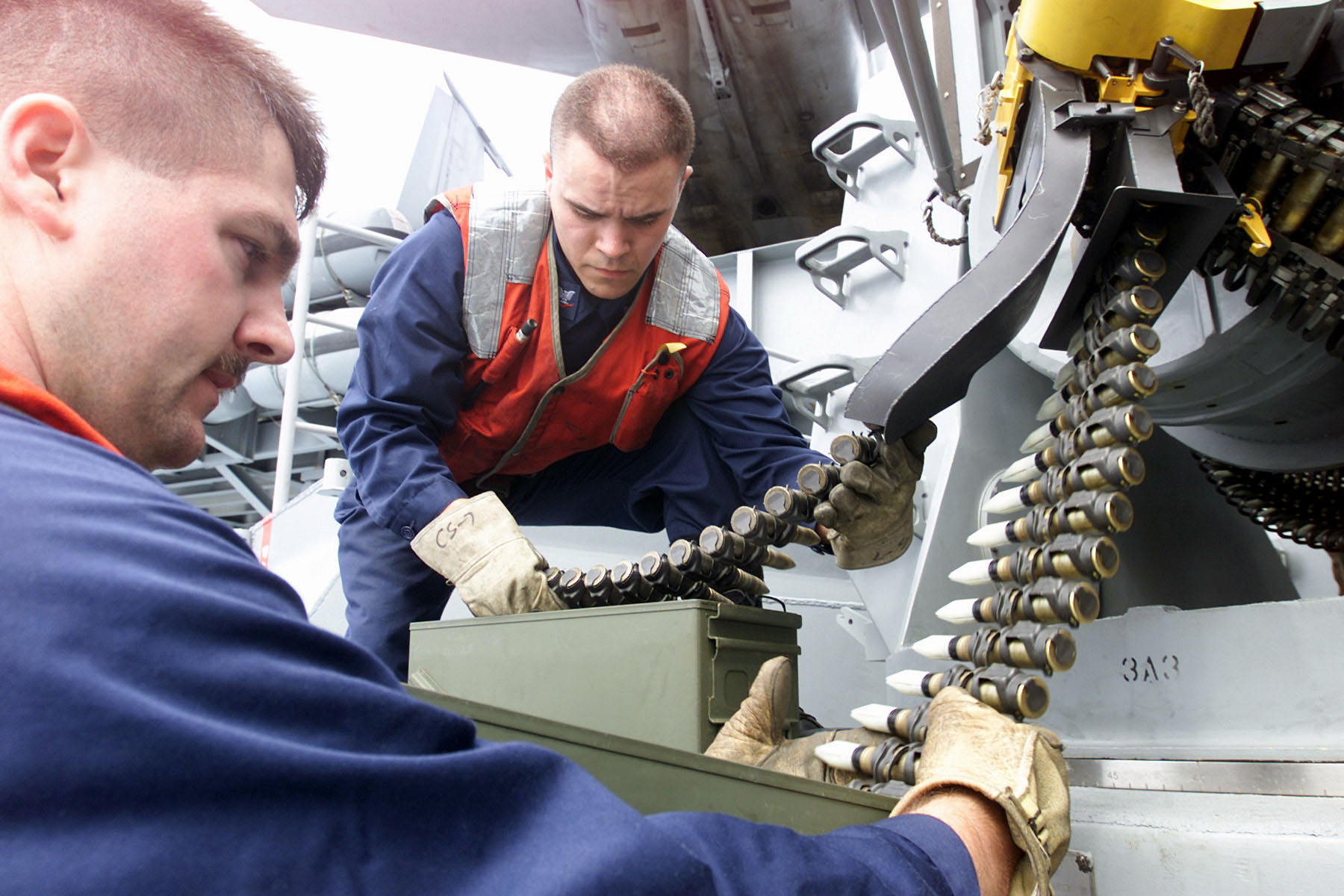
20-мм боеприпасы американской АУ Mark 15 Phalanx CIWS

Боеприпасами корабельной артиллерии являются: снаряды, взрыватели, заряды, средства воспламенения, гильзы, полузаряды. Комплект боеприпасов для производства выстрела называется артиллерийский выстрел.

### Эволюция боеприпасов
С началом развития артиллерии существовало только два вида боеприпасов: поражающий элемент в виде ядра и метательный заряд — порох из древесного угля, селитры и серы. Позже появились книпели, картечь и то, что уже можно было назвать снарядом — гранаты и бомбы, снаряженные взрывчатым веществом. Порох, помимо совершенствования химического состава, претерпел изменения и в методе использования — появились картузы. С принятием на вооружение нарезных орудий форма снаряда изменилась на продолговатую, порох стали упаковывать в гильзы. Результатом постоянного стремления к повышению скорострельности и безопасности эксплуатации артиллерии стало появление унитарного выстрела. В унитарном артиллерийском выстреле весь комплект боеприпасов для производства выстрела объединен в одно изделие — унитарный патрон. Однако это удобно только для малых и средних артиллерийских калибров. Для орудий крупных калибров всегда используют раздельное (оно же картузное) заряжение. Для своевременного подрыва снаряда стали использовать взрыватель. Расширялся спектр видов самих снарядов — они стали существенно отличаться в зависимости от назначения и особенностей поражающего действия. Стремление максимально повысить мощность взрывчатого вещества стало причиной создания ядерных артиллерийских выстрелов, являющегося мощнейшим из существующих артиллерийских выстрелов.
Развитие ракетного оружия коснулось и артиллерийских технологий — сначала появляется реактивные снаряды (неуправляемое ракетное оружие), в которой снаряд разгоняется только реактивной тягой собственного ракетного двигателя, представляя собой неуправляемую баллистическую ракету, и сравнительно недавно массово появились активно-реактивные снаряды, выстреливаемые  из артиллерийского орудия как любой артиллерийский снаряд, но уже в полете дополнительно разгоняющиеся тягой встроенного ракетного двигателя.

### Основные виды современных артиллерийских снарядов
- Фугасные
- Осколочно-фугасные
- Зенитные
- Осколочно-фугасно-зажигательные (МЗА)
- Осколочно-трассирующие (МЗА)

### Виды взрывателей
- Контактные
- Неконтактные
- Дистанционные

## Приборы управления стрельбой
Каждому из калибров артустановок соответствуют свои приборы управления стрельбой. Системы управления стрельбой должны обеспечивать стрельбу с одинаковой точностью при любых метеорологических условиях и в любое время суток по морским, береговым и воздушным целям.
Приборы управления стрельбой состоят из вычислительных аппаратов, работающих во взаимосвязи между аналогичными приборами, а также со средствами обнаружения и с системой дистанционного управления наведением постов и артустановок.
Приборы управления стрельбой могут располагаться в различных постах корабля в соответствии с назначением и функциями.
По степени точности и полноте решения задач стрельбы приборы управления стрельбой делятся на полные (решающие задачу стрельбы автоматически по данным приборов с учётом баллистических и метеорологических поправок) и упрощённые (с учётом только части поправок и данных).

### Основные приборы системы управления стрельбой
- Приборы обнаружения и целеуказания — для обнаружения и первичного определения координат цели (дальности, скорости, курсового угла). К этой группе приборов относят радиолокационные станции, оптические визиры, пеленгаторы.
- Приборы наблюдения и определения текущих координат — для наблюдения за целью и непрерывного определения её точных координат с целью расчёта данных для стрельбы. К этой группе приборов относят радиолокаторы, стереоскопические дальномеры и другие приборы командно-дальномерных постов.
- Приборы выработки данных стрельбы — для непрерывной выработки полных углов наведения и величины установки взрывателя для универсальных и зенитных установок.
- Приборы наводки — располагаются в башенных боевых отделениях артустановок.
- Приборы цепи стрельбы — для проверки готовности установок к стрельбе, замыкания цепи стрельбы и производства залпа.

## Использование корабельной артиллерии на суше

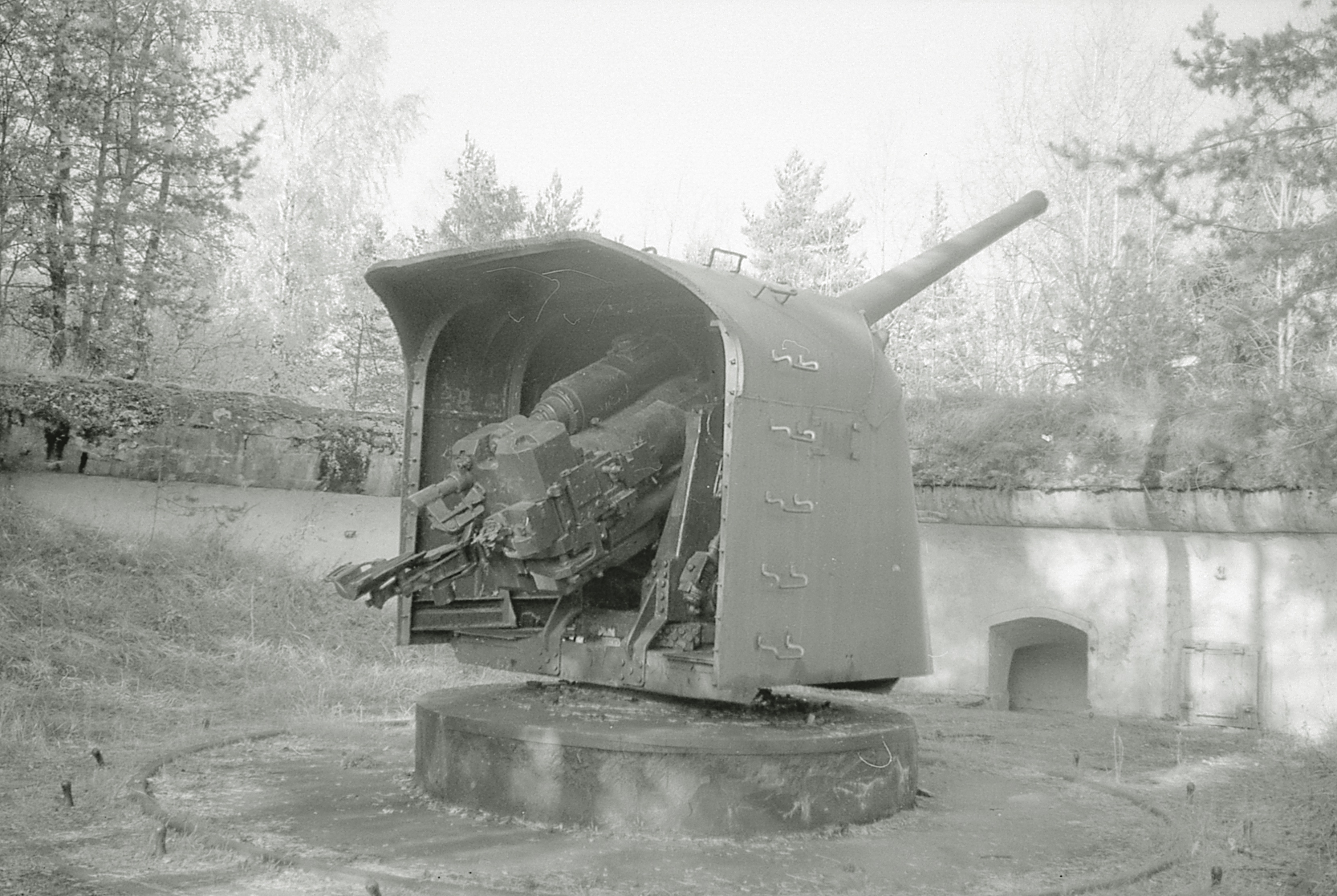
Корабельная артиллерийская установка 130/50 Б-13, стационарно установленная на форте «Красная Горка» (южный берег Финского залива, западнее пос. Лебяжье)

В истории имеется значительное количество случаев, когда орудия с разоружённых кораблей передавались для обороны береговых укреплений и приносили там ощутимую пользу.
Артиллерия эпохи парусного флота не имела стационарных установок на борту корабля и с лёгкостью могла быть перемещена на постоянные или временные береговые укрепления, чем часто пользовались. Так это имело место во время Крымской войны, когда корабельные пушки с затопленных по причине их боевой бесполезности кораблей были перенесены на сушу, в частности на Малахов курган в Севастополе

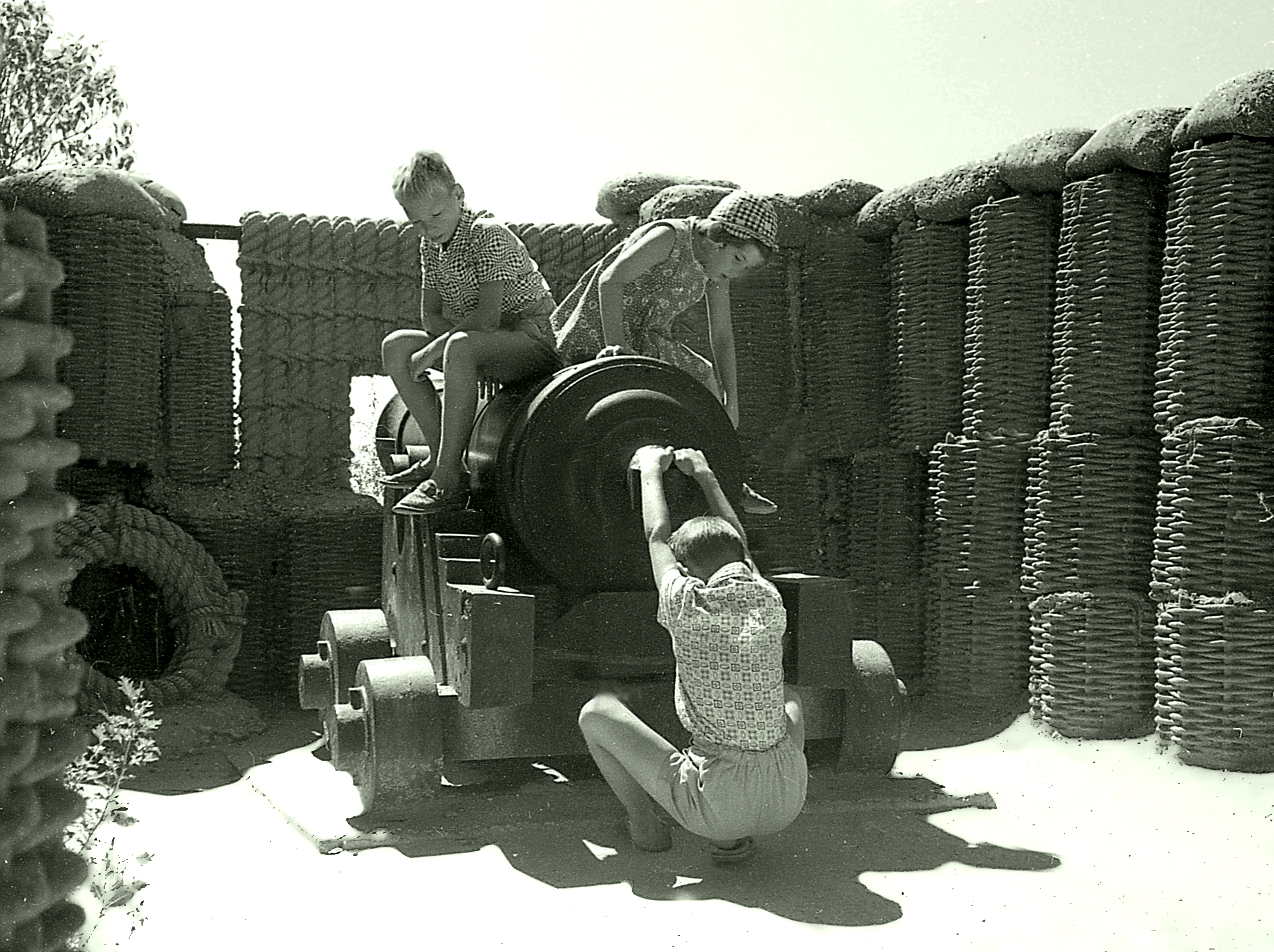
Корабельное орудие на Историческом бульваре в Севастополе

Та же практика продолжилась и после появления артиллерии современного типа, хотя теперь она и была сопряжена с определёнными сложностями ввиду всё более узкой специализации морских орудий. Запертые в Порт-Артуре корабли русского флота постепенно разоружались, а их орудия устанавливались на береговых и сухопутных укреплениях.
Во время Второй мировой войны орудия с крейсера «Аврора», в том числе и знаменитое носовое орудие, были установлены в районе Вороньей горы под Ленинградом и были захвачены неприятелем после гибели в бою команды корабля.
Крупнокалиберные корабельные башенные артиллерийские установки также использовались при обороне Севастополя в 1942 году, входя в состав города-крепости, считавшейся в то время самой мощной в мире. Манштейн не начинал штурма Севастополя до тех пор, пока ему не были доставлены крупнокалиберные мортиры «Карл», предназначавшиеся для разрушения укреплений линии «Мажино». Только при использовании этой артиллерии ему удалось разрушить форты с этими орудиями.
Разработанная в Германии на базе корабельного орудия 105 мм пушка (10,5-cm-Flak 38) успешно применялось на суше для противовоздушной обороны. 130-мм корабельная пушка образца 1935 года (Б-13) на шасси танка Т-100 была основой экспериментальной самоходки СУ-100-Y. На базе корабельного орудия Б-34 была разработана пушка Д-10С, которая устанавливалась на самоходке СУ-100.
Задержка с постройкой крупных кораблей, главным образом линейных кораблей под уже созданные образцы орудий главного калибра, привела к тому, что эти орудия устанавливались на суше. К их числу относится 406-мм морская пушка Б-37, установленная на испытательном стенде полигона «Ржевка» и принимавшая участие в обстреле блокирующих Ленинград немецких войск. Также большую роль сыграли корабельные артустановки на железнодорожных транспортерах калибра от 130-мм до 356-мм. Большое количество орудий большой и особой мощности в береговой обороне морских крепостей СССР были или демонтированы со списанных или погибших кораблей или являлись их аналогами, созданными для нужд БОХР,
При создании укреплений «Атлантического вала» немцы воспользовались уже созданным для проектируемых линкоров класса «Н» орудием калибром 456 мм. Установленное в бункере это орудие многократно использовалось в пропагандистских целях для убеждения противника и собственного населения в надёжной защите с Запада.

## В искусстве

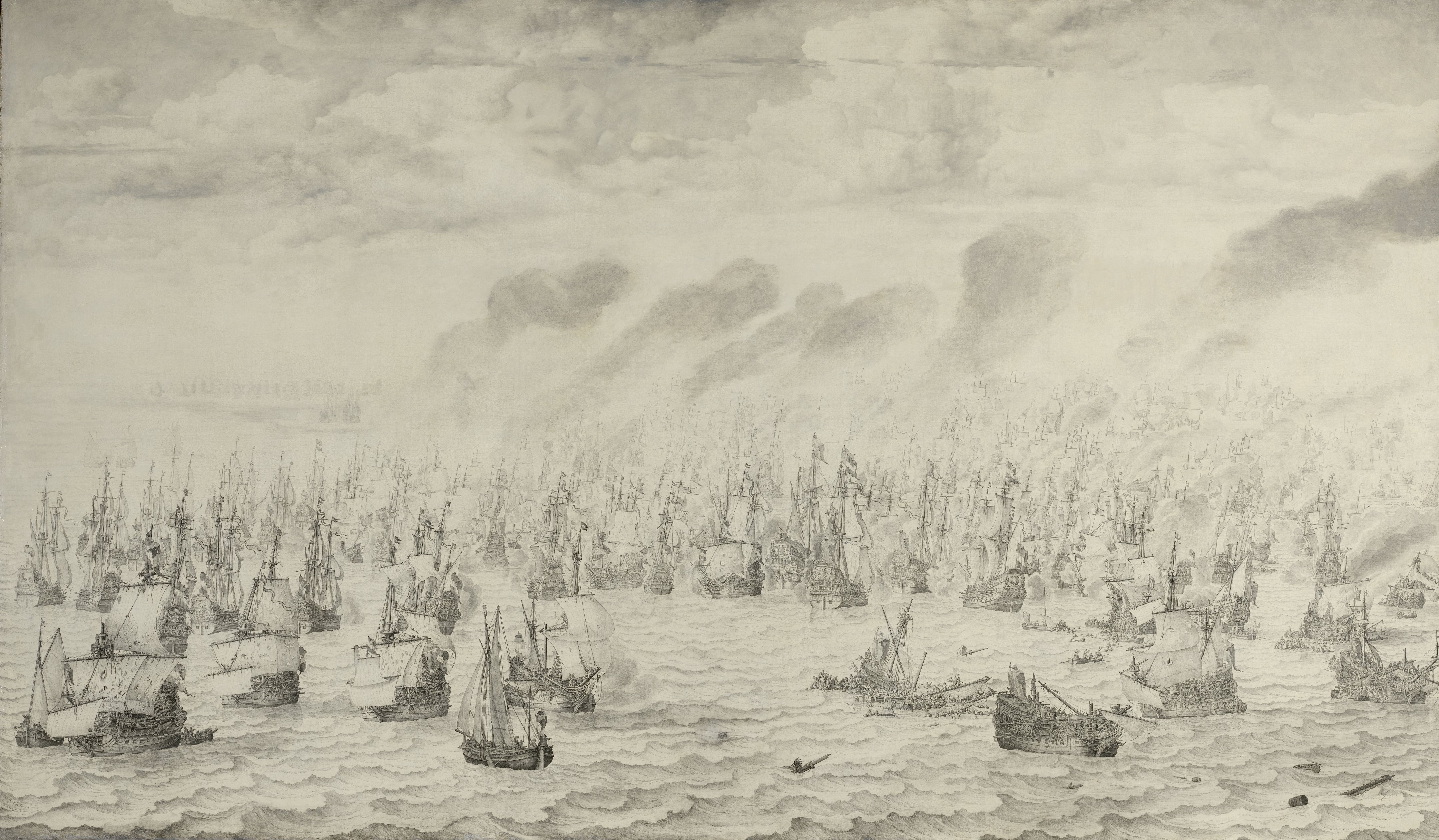
Сражение у Терхейде 10 августа 1653 года. Виллем ван де Вельде-старший, 1667

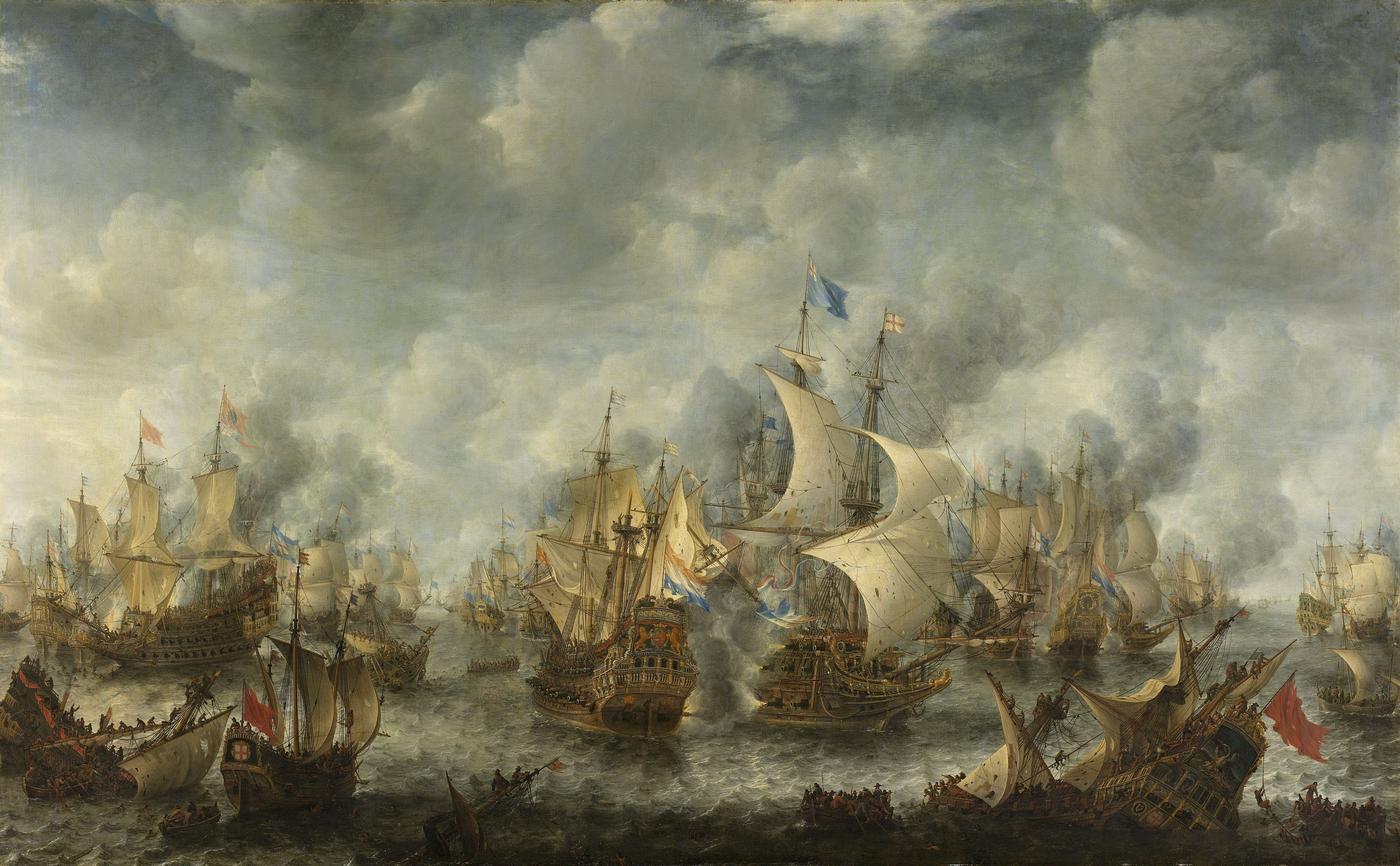
Битва возле Тер Хейде 10 августа 1653 года. Ян Авраам Беерстратен, XVII век

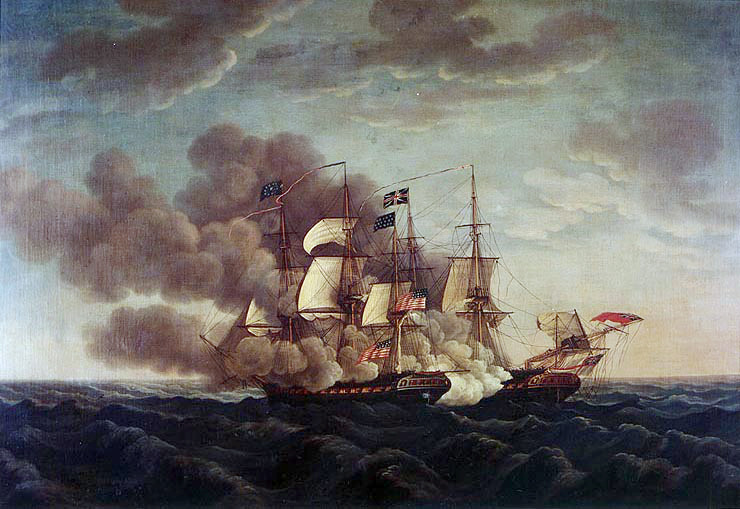
Сражение 19 августа 1812 года у восточного побережья Северной Америки; фрегат США «Конституция» против британского фрегата «Воин».
Мишель Феличе Корн, первая половина XIX века

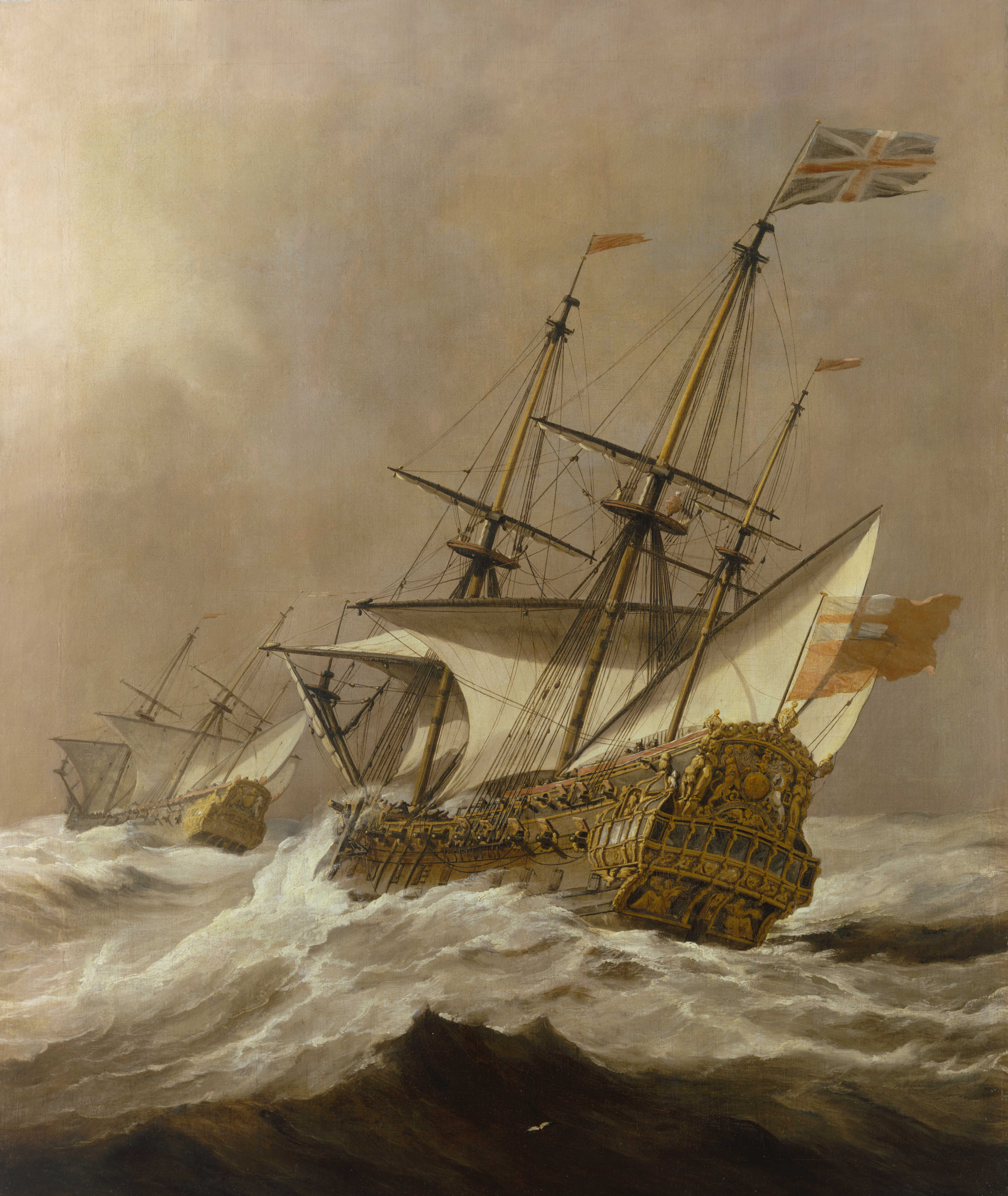
Корабль «Решение» в шторм.Виллем ван де Вельде Младший, около 1678

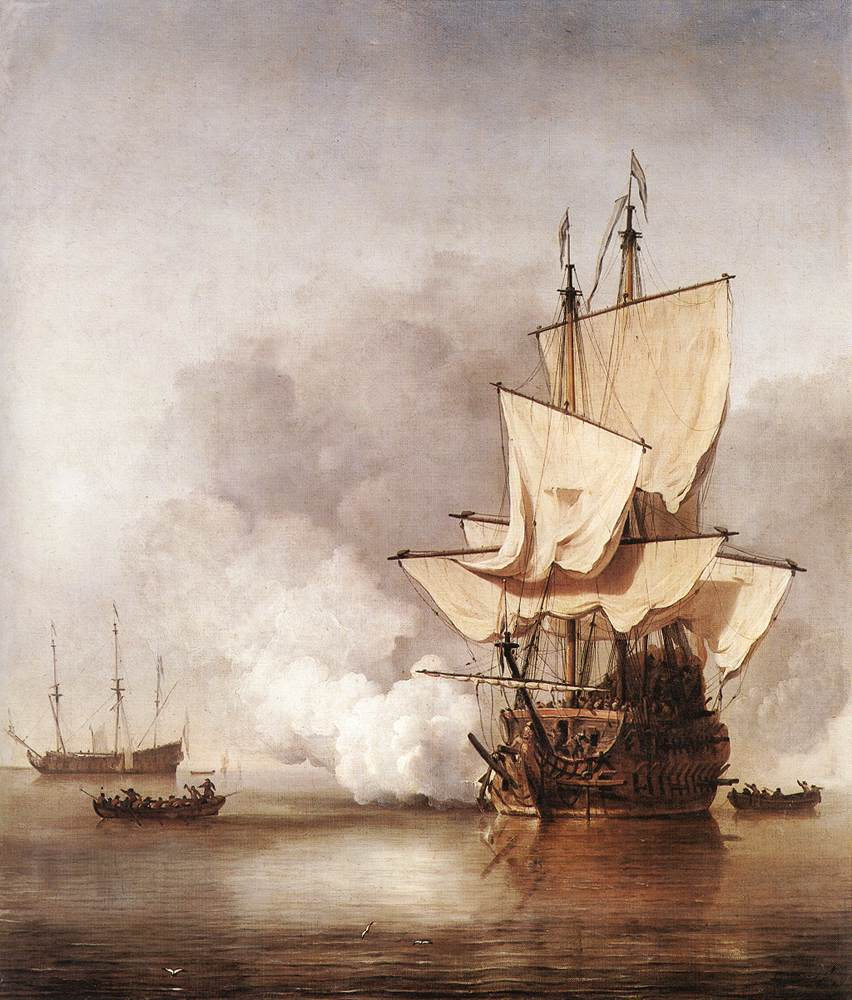
Орудийный залп. Виллем ван де Вельде Младший, около 1680